# Biserica de lemn din Sub Piatră

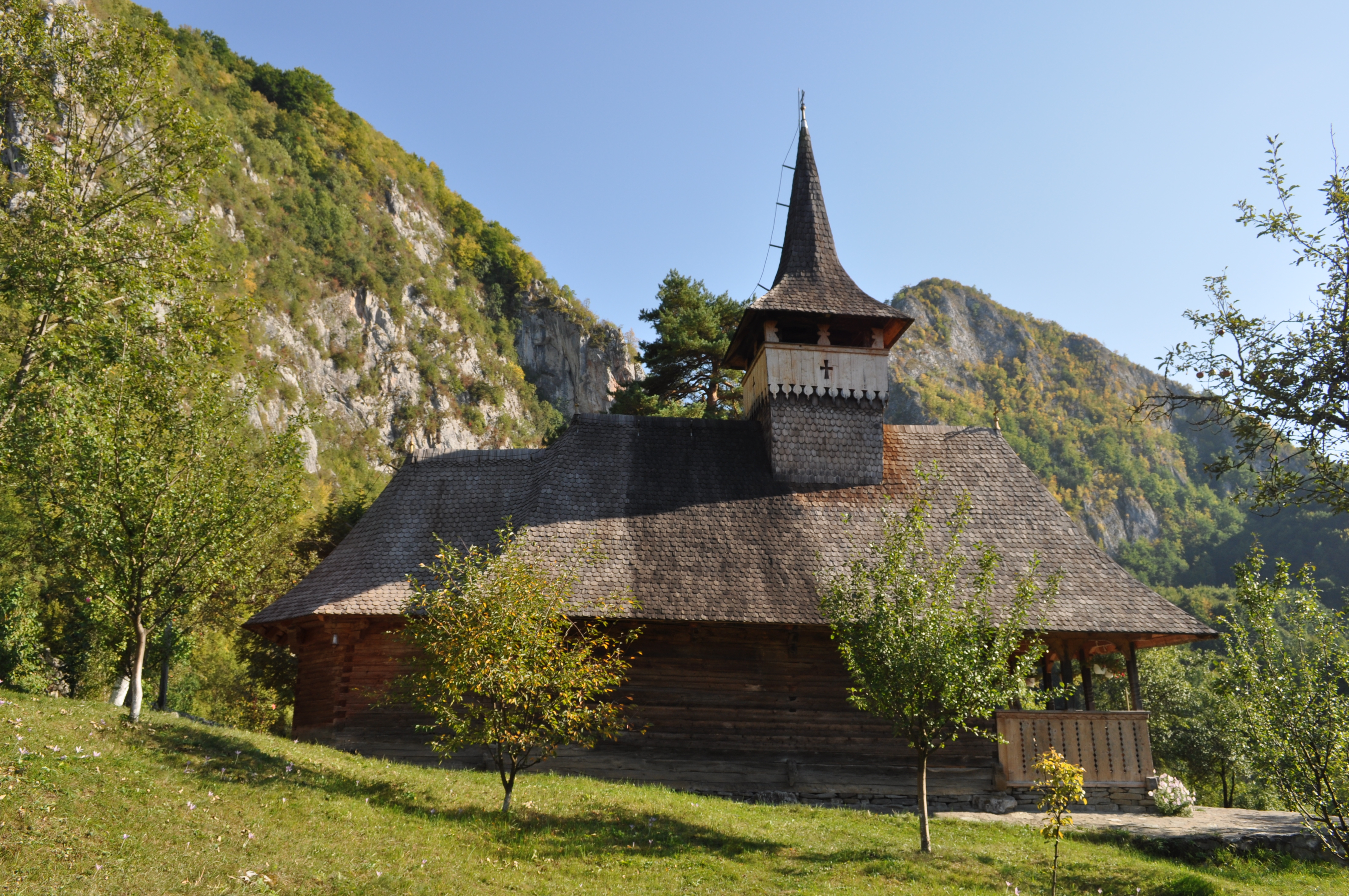
Biserica de lemn „Cuvioasa Paraschiva” din Sub Piatră, comuna Sălciua, județul Alba, foto: septembrie 2011.

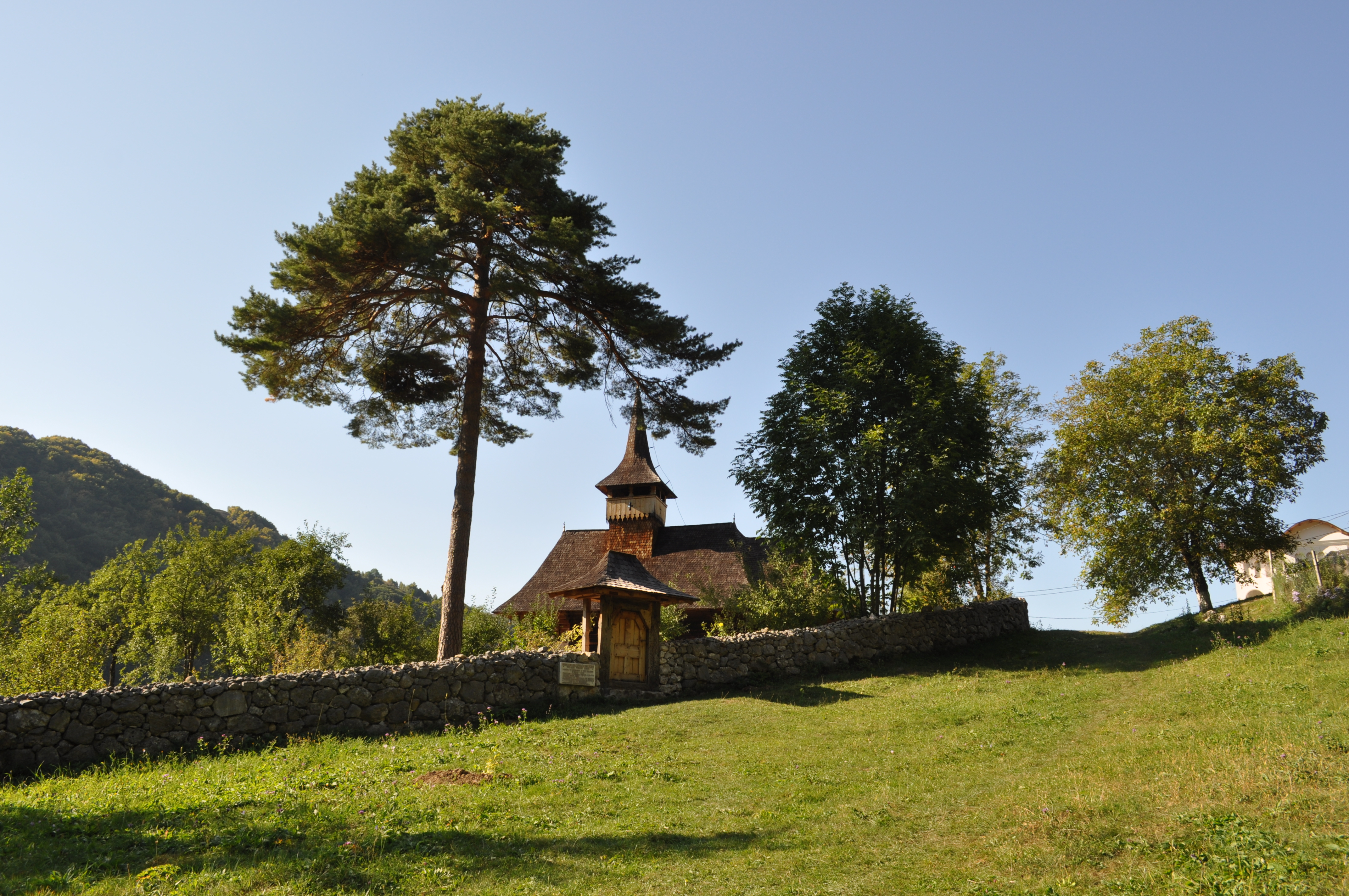
Biserica de lemn „Cuvioasa Paraschiva” din Sub Piatră, comuna Sălciua, județul Alba, foto: septembrie 2011.

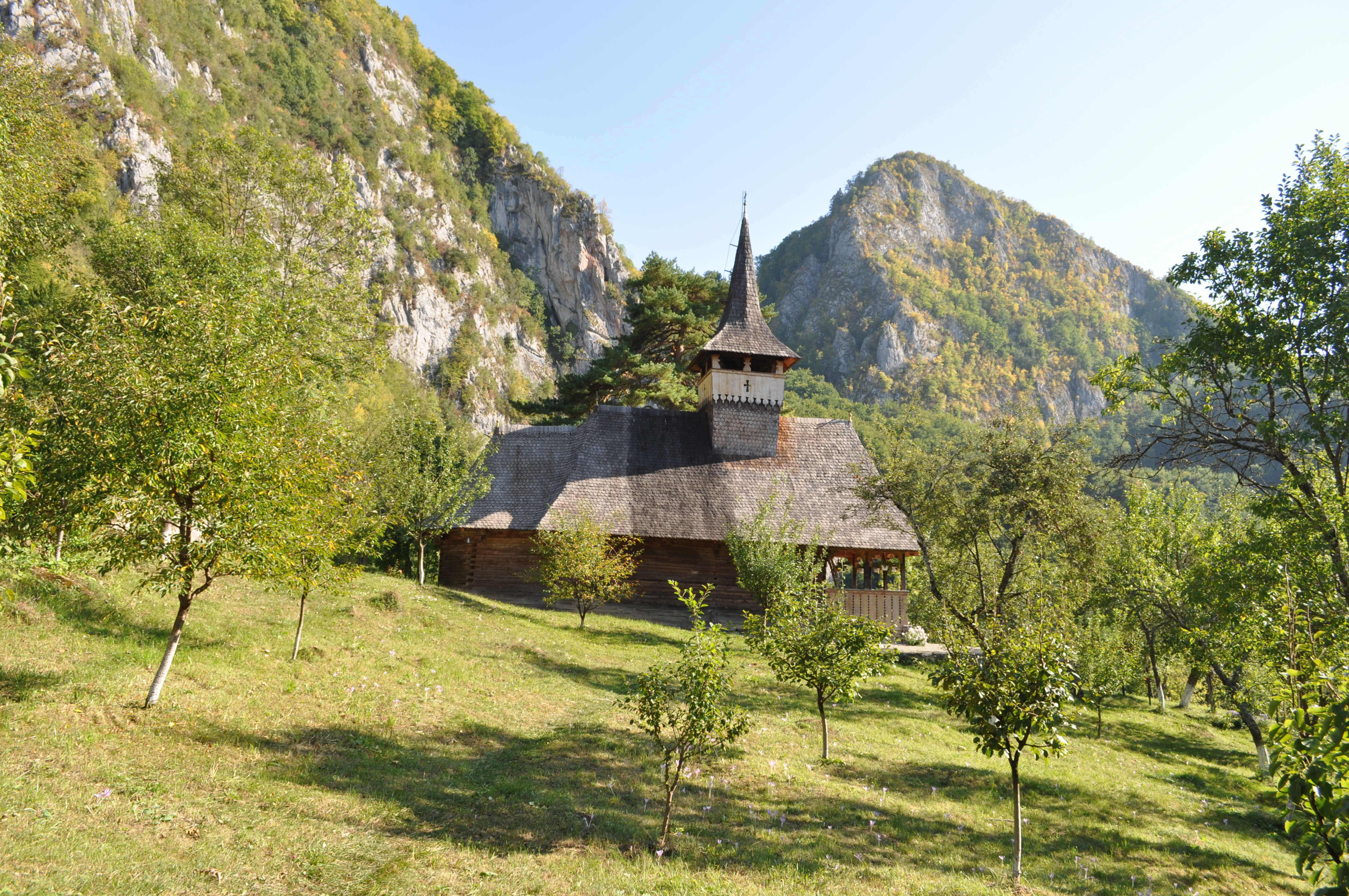
Este aşezată pe un masiv stâncos, nu departe de „Huda lui Papară”, în tovărășia unor arbuști, a unor grămezi de piatră masivă, și a crucilor cioplite în lemn, asemănătoare celor de la Poșaga.

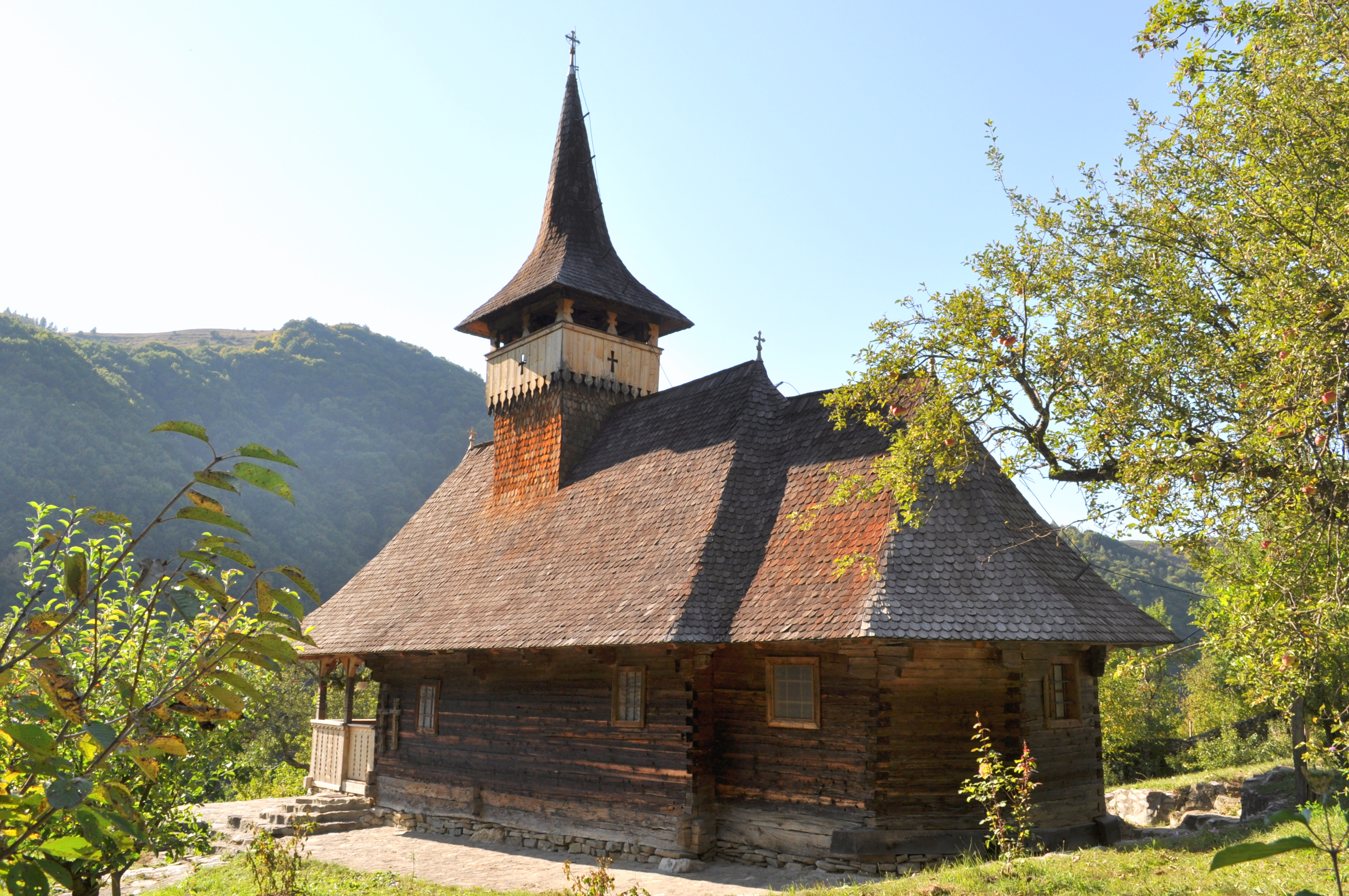
Biserica (sud-est)

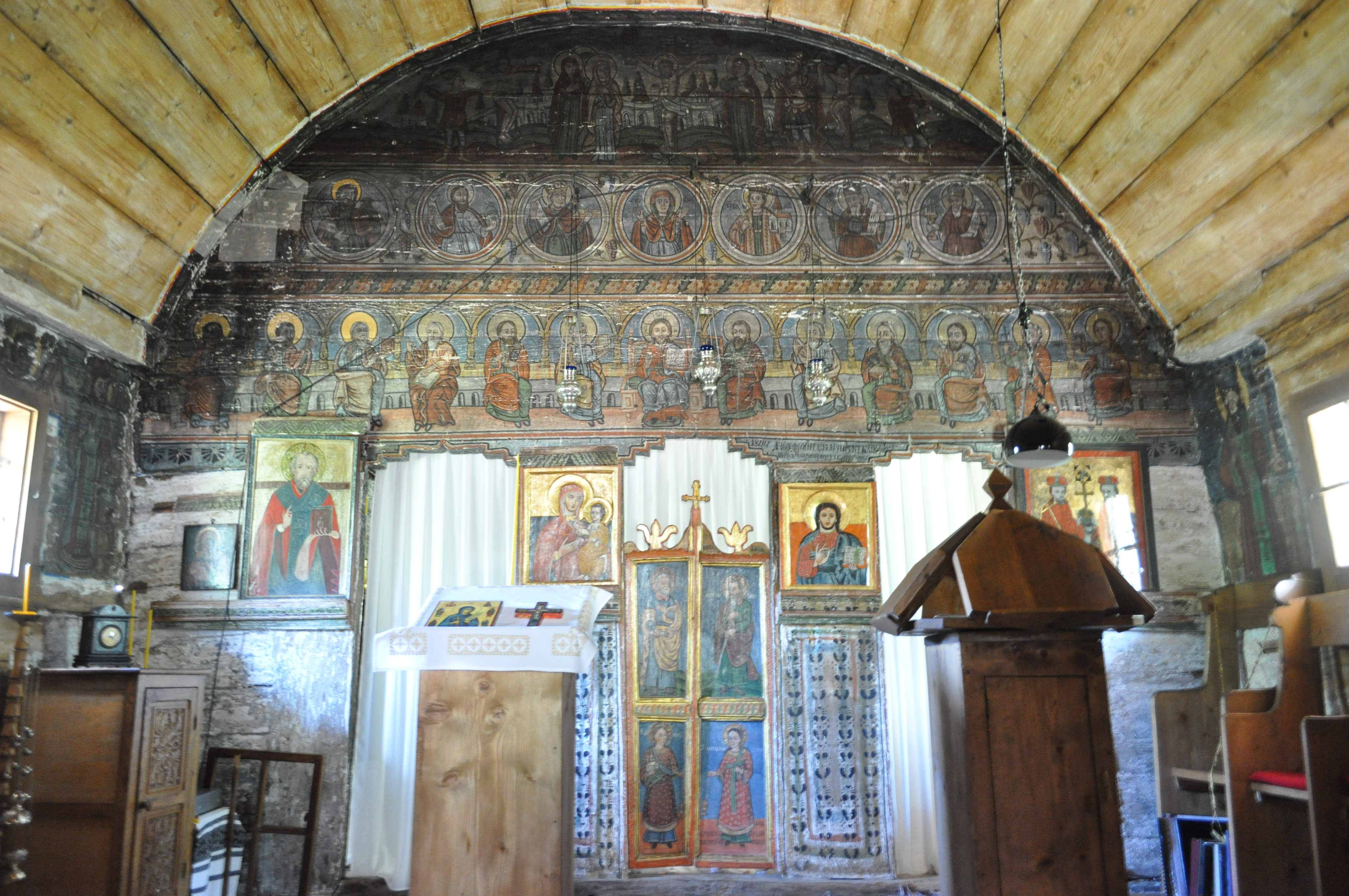
Iconostasul

Uși și icoane împărătești

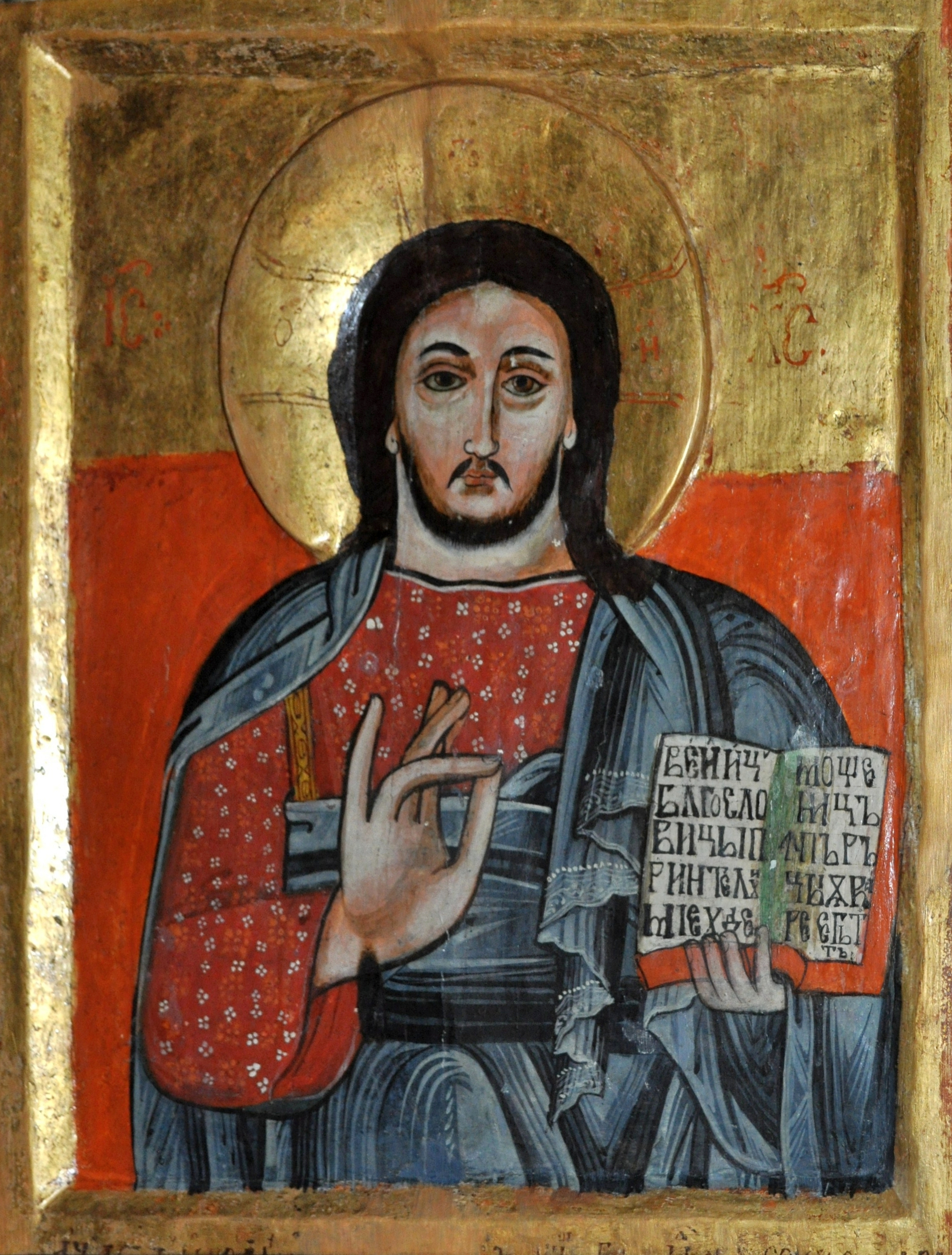
Deisis

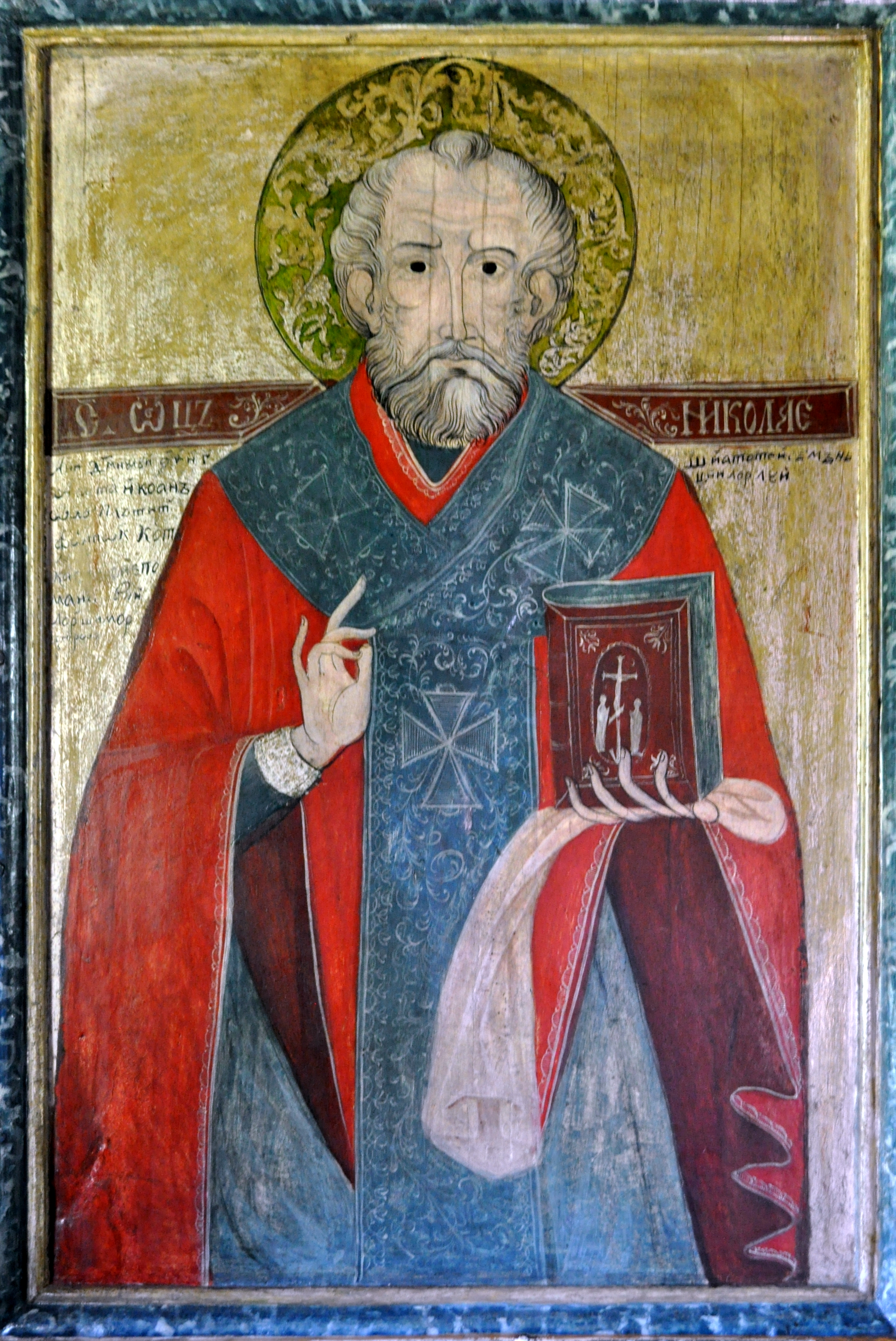
Sfântul Nicolae

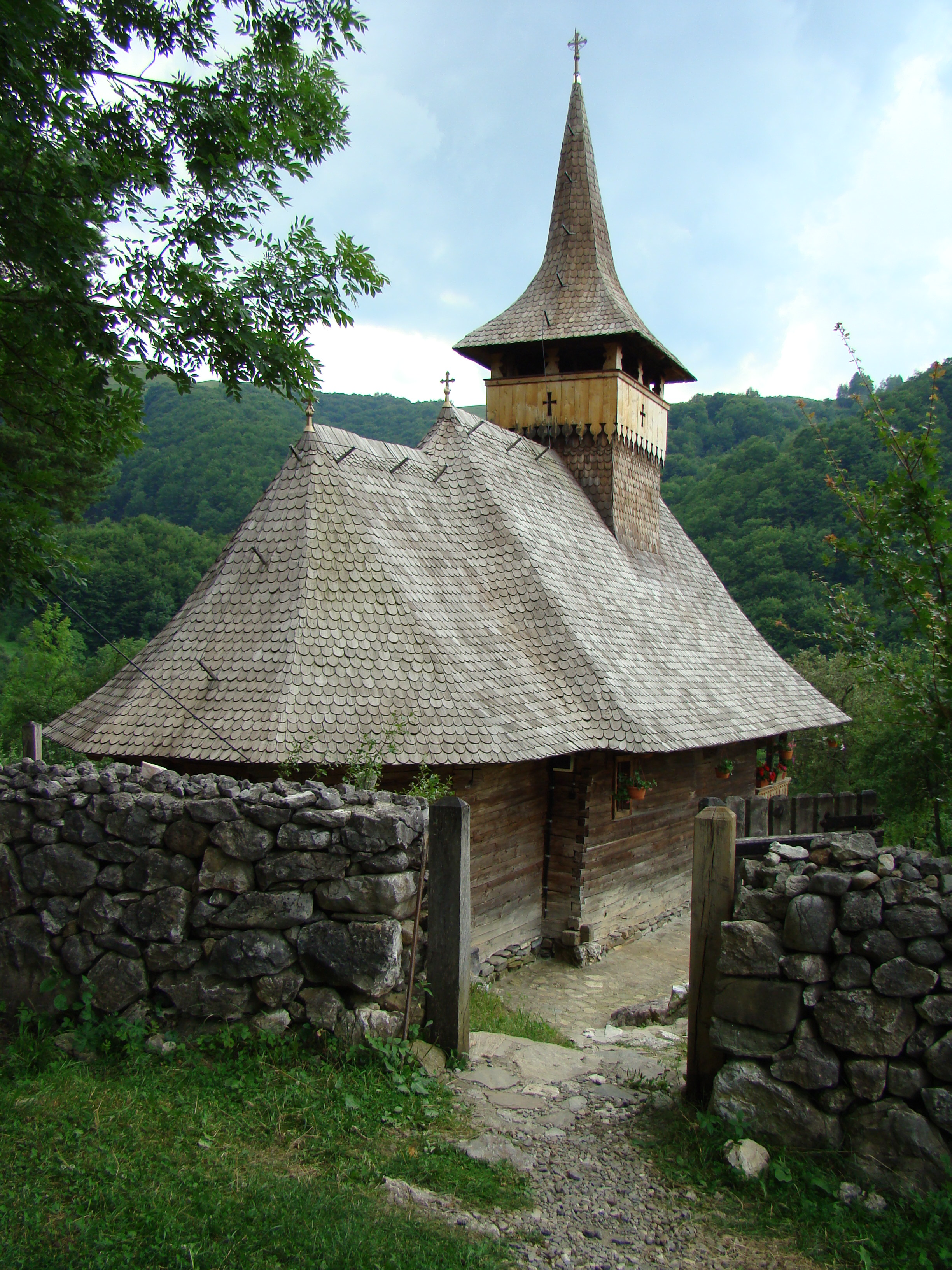
Biserica (nord-est)

Biserica (sud)

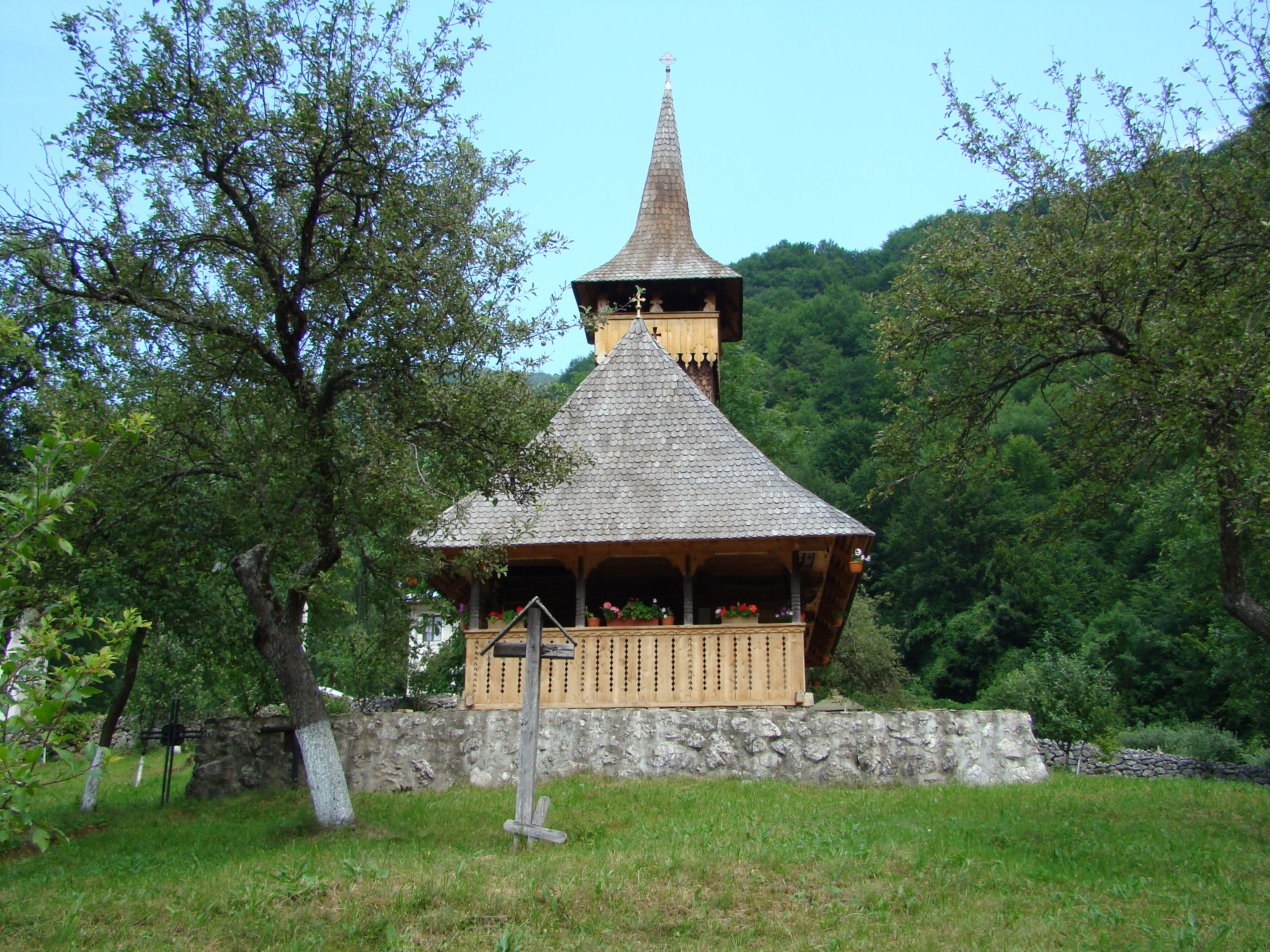
Biserica (vest)

Biserica de lemn din Sub Piatră, județul Alba, datează din 1797 . Are hramul „Cuvioasa Paraschiva”. Biserica se află pe noua listă a monumentelor istorice sub codul LMI 2004: cod LMI AB-II-m-A-00361.

## Istoric
Biserica ortodoxă română cu hramul „Cuvioasa Paraschiva” din filia Sub Piatră a fost edificată în anul 1797, lucru ce se poate constata din încrestătura ce o are deasupra ușii, la intrare, cu cifre chirilice și românești. Cătunul Sub Piatră sau Oncășești e posibil să aibă aceeași vechime ca și satul Sălciua de Jos, aproximativ 600 de ani. Bisericuța este monument istoric, deși parohia nu posedă nici un act al declarării ei. Potrivit tradiției orale, se spune că biserica actuală a fost zidită pe locul unei biserici mai vechi, numită schitul „Maicii Domnului” care a fost distrusă de generalul Bucow. Călugării de la Schit s-ar fi ascuns în grabă, împreună cu tot tezaurul mănăstirii, într-o peșteră din Muntele Bedeleu. Ideea că aici a existat o mănăstire, poate fi întărită și de câteva însemnări în chirilică, aflate pe o carte veche, numită „Carte românească de învățătură sau Cazania lui Varlaam”, din anul 1643, exemplar care s-a păstrat în stare bună, aparținător vechii biserici. Însemnarea aflată la pagina 28, pe verso, spune: „Această sfântă și dumnezeiască carte ce se cheamă Paucenie este a sfintei și dumnezeieștei mănăstiri de la Sălciua de gios, ce se cheamă Oncășești, cumpărată cu bani buni și să fie în vecii vecilor a mănăstirii, anii 1726...”  Din vechea mănăstire se păstrează, în lăcașul de acum, prețioase icoane, dintre care se detașează Deisis, cu aureolă și decor în stuc, în curat spirit brâncovenesc, precum și icoanele din 1753: Sfântul Nicolae, cu plata lui Fostoc Constantin; Maria cu pruncul, având aureolele pictate pe motiv vegetal, colorate cu verde și argintiu, icoane pe care, păstrând rezerva cuvenită, le atribuim zugravului Gheorghe de la Cetatea de Baltă. Icoanele bisericii actuale, sunt de la sfârșitul secolului al XVIII-lea, fiecare având mențiunea celui ce a plătit-o.
Biserica actuală a fost construită din lemn de brad și acoperită cu șindrilă. În anii 1967-1968, credincioșii neștiind că este monument istoric, au acoperit șindrila veche, care începuse să putrezească, cu tablă zincată. Biserica are formă de navă, fiind lucrată în forma bisericilor de lemn din cuprinsul Ardealului. Pereții bisericii, din lemn de brad, pe temelie de stejar, înscriu un plan dreptunghiular cu absida decroșată, poligonală, cu cinci laturi. Pe fațada de vest a fost adăugat, probabil la mijlocul secolului XIX, un pridvor deschis, cu stâlpi și umerași ciopliți, iar scândurile palimarului cu motiv traforat, cu acces printr-o scară alăturată, acoperită cu o polată de sub versantul streșinii (ca și la case). Deasupra pronaosului se află o clopotniță scundă cu foișor în console, și margini traforate, stâlpi ciopliți, după modelul crucilor din cimitir. 
Sfântul Altar este pictat în întregime, pictură pe pânză aplicată pe perete. Altarul, a cărui înfrmusețare a plătit-o Raț Ioan de la Ponor, prezintă următoarele teme iconografice: Sfânta Troiță, cete îngerești, prooroci în medalioane (la registrul de naștere al bolții), jertfa lui Avraam (pe timpanul de vest), sfinți părinți, monahii Eftimie cel Mare, Cosma, Sf. Sava, ce amintesc tradiția mănăstirii. Tot în altar se găsesc două inscripții, în litere chirilice, cu numele unor credincioși din Ponor care au plătit pictura. Iconostasul este tot din lemn și pictat în întregime. Ușile împărătești sunt simple, din lemn, pictate, se poate vedea și anul picturii, 1844. Pictura ușilor împărătești reprezintă pe apostolii Petru și Pavel, arhidiaconii Laurențiu și Ștefan, a căror realizare dezvăluie penelul altui zugrav cu mai mult talent. Biserica a fost renovată în anii 2000-2001.

## Galerie de imagini

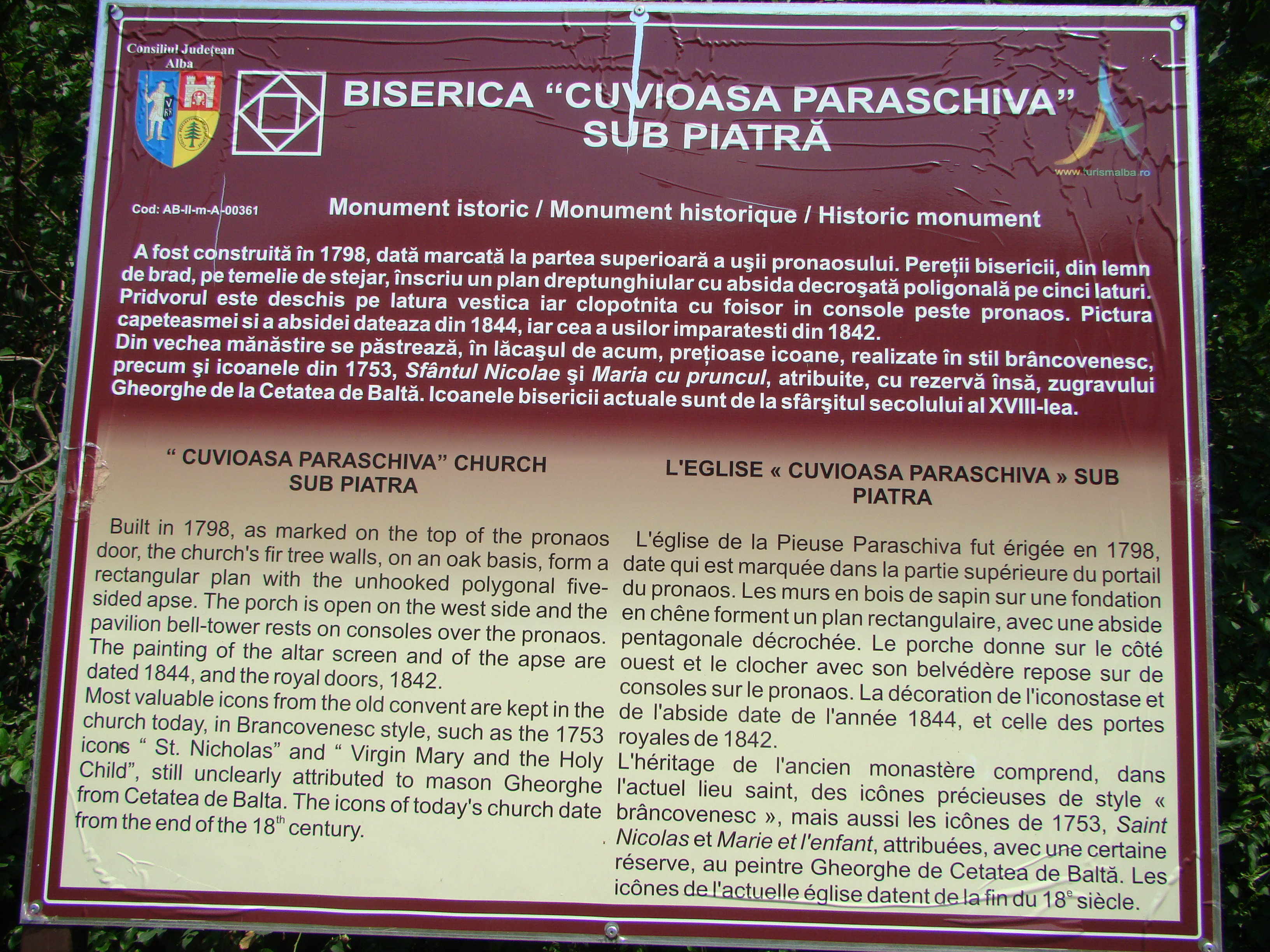
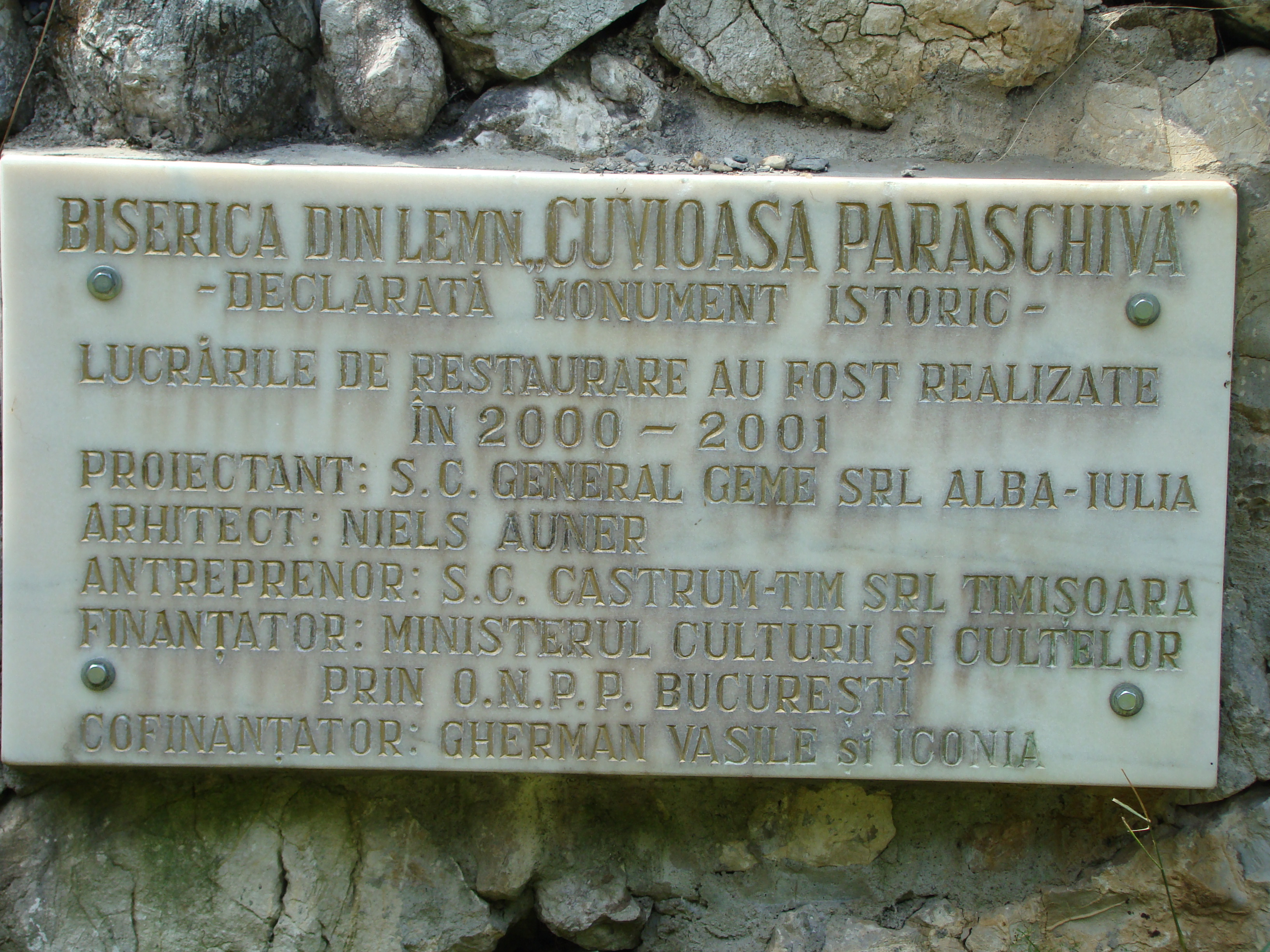
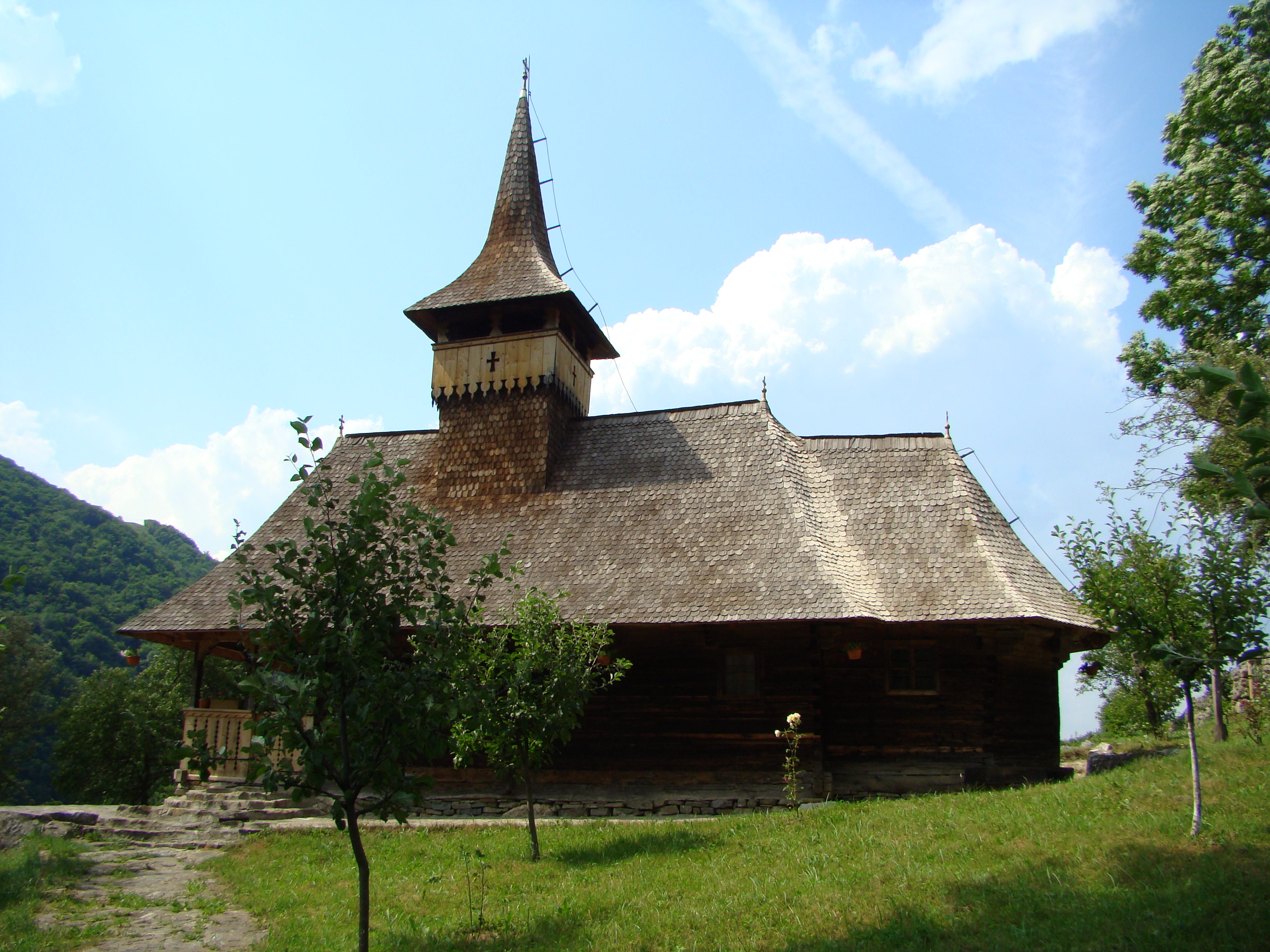
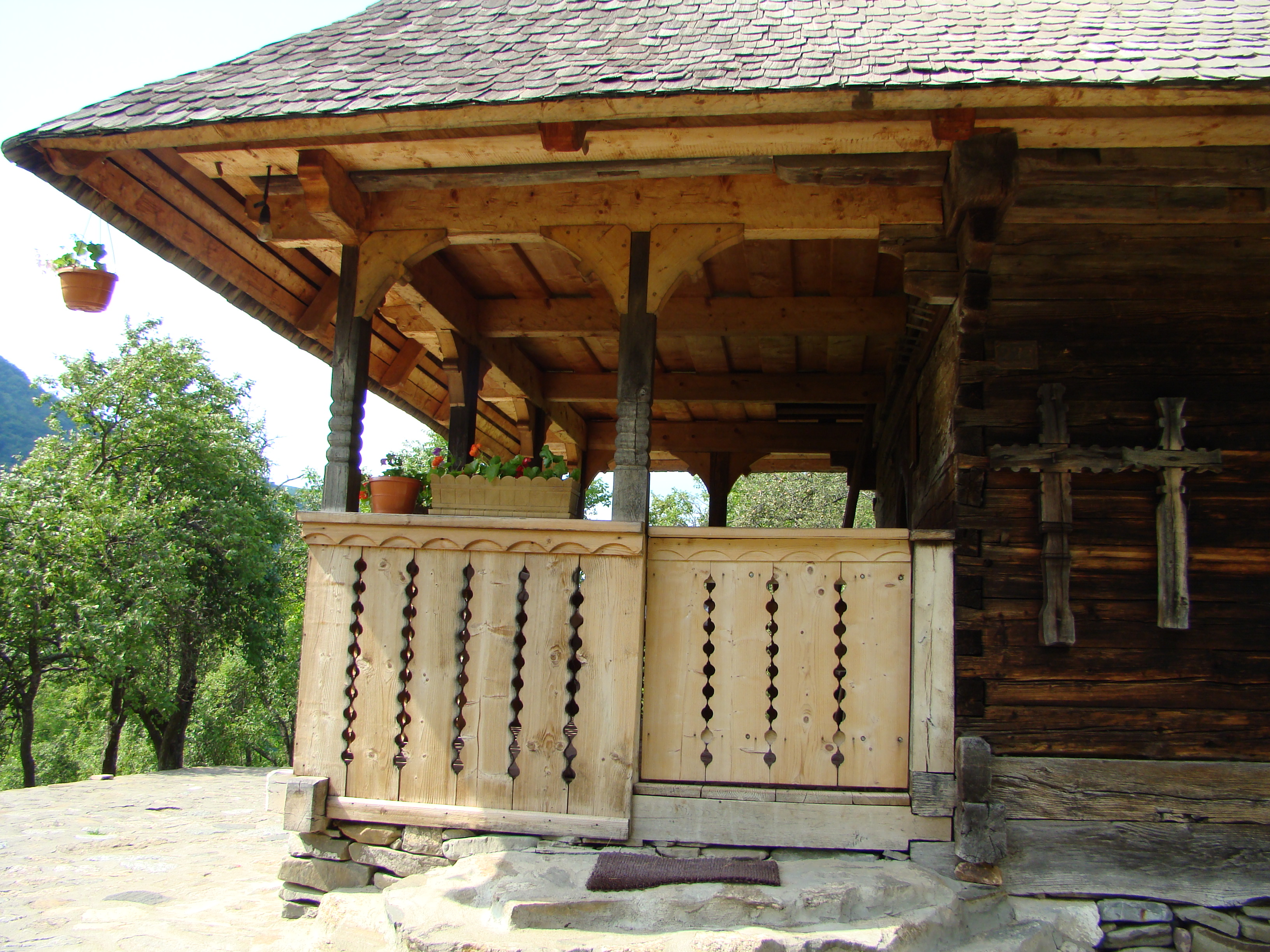
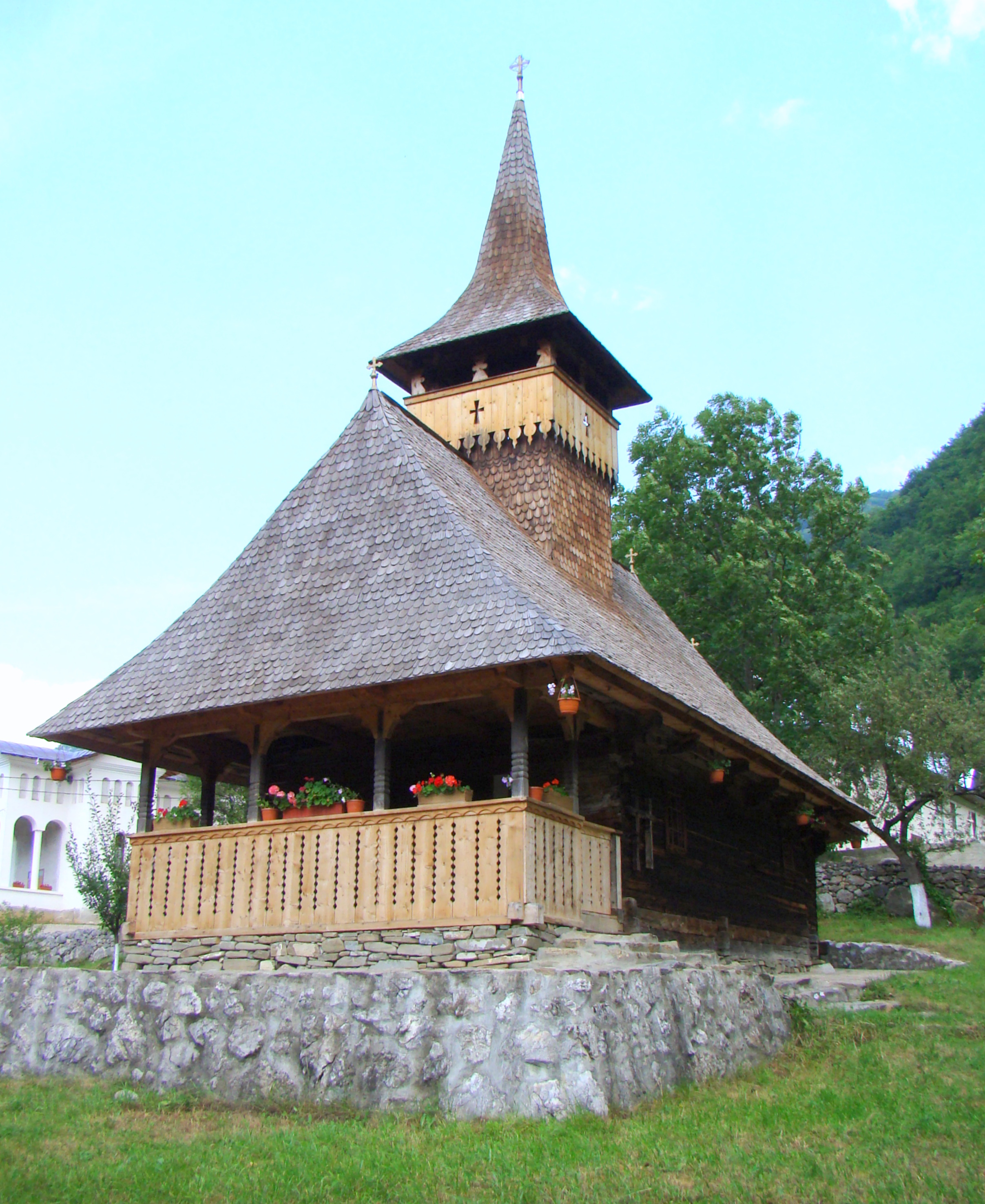
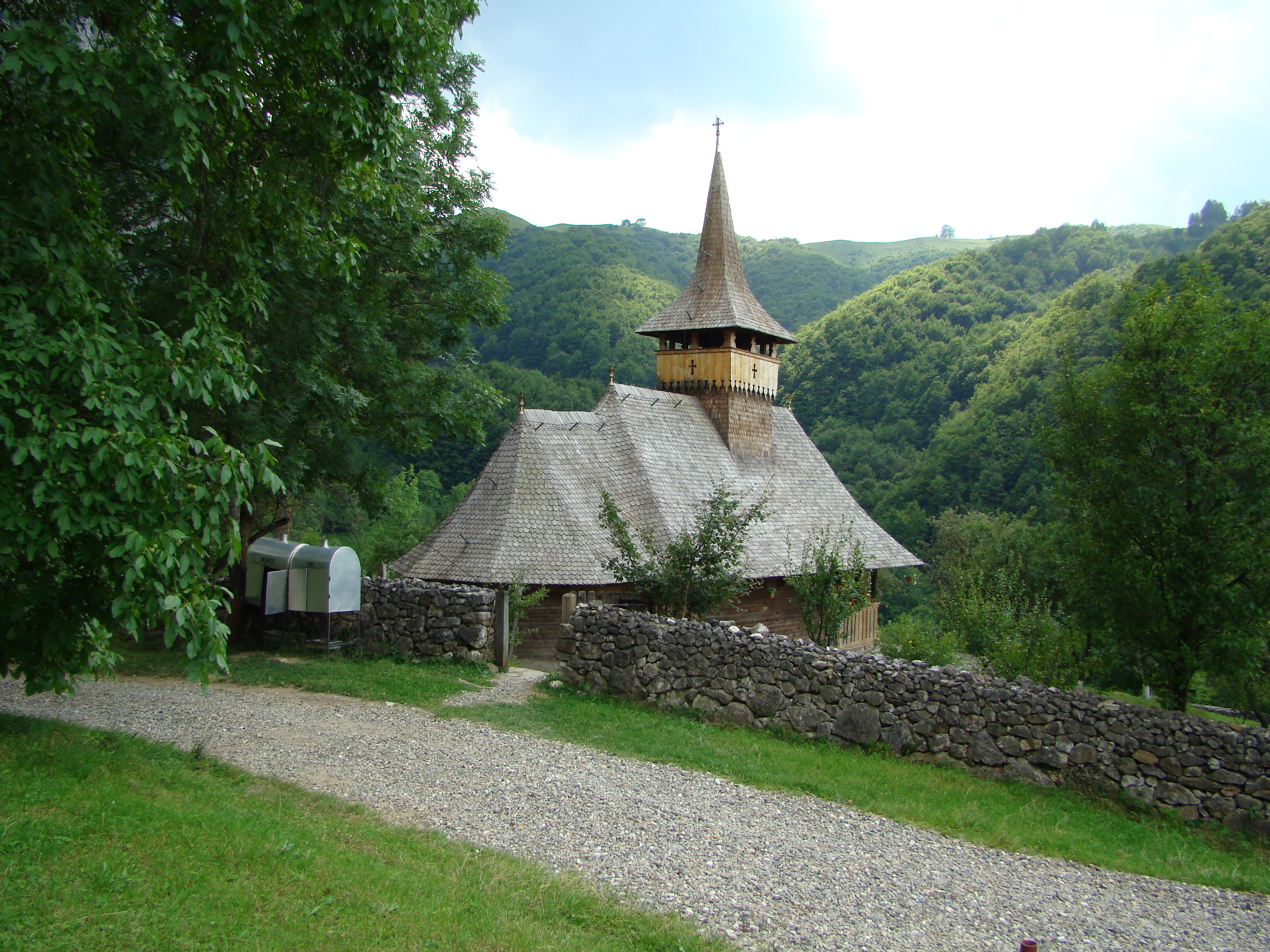
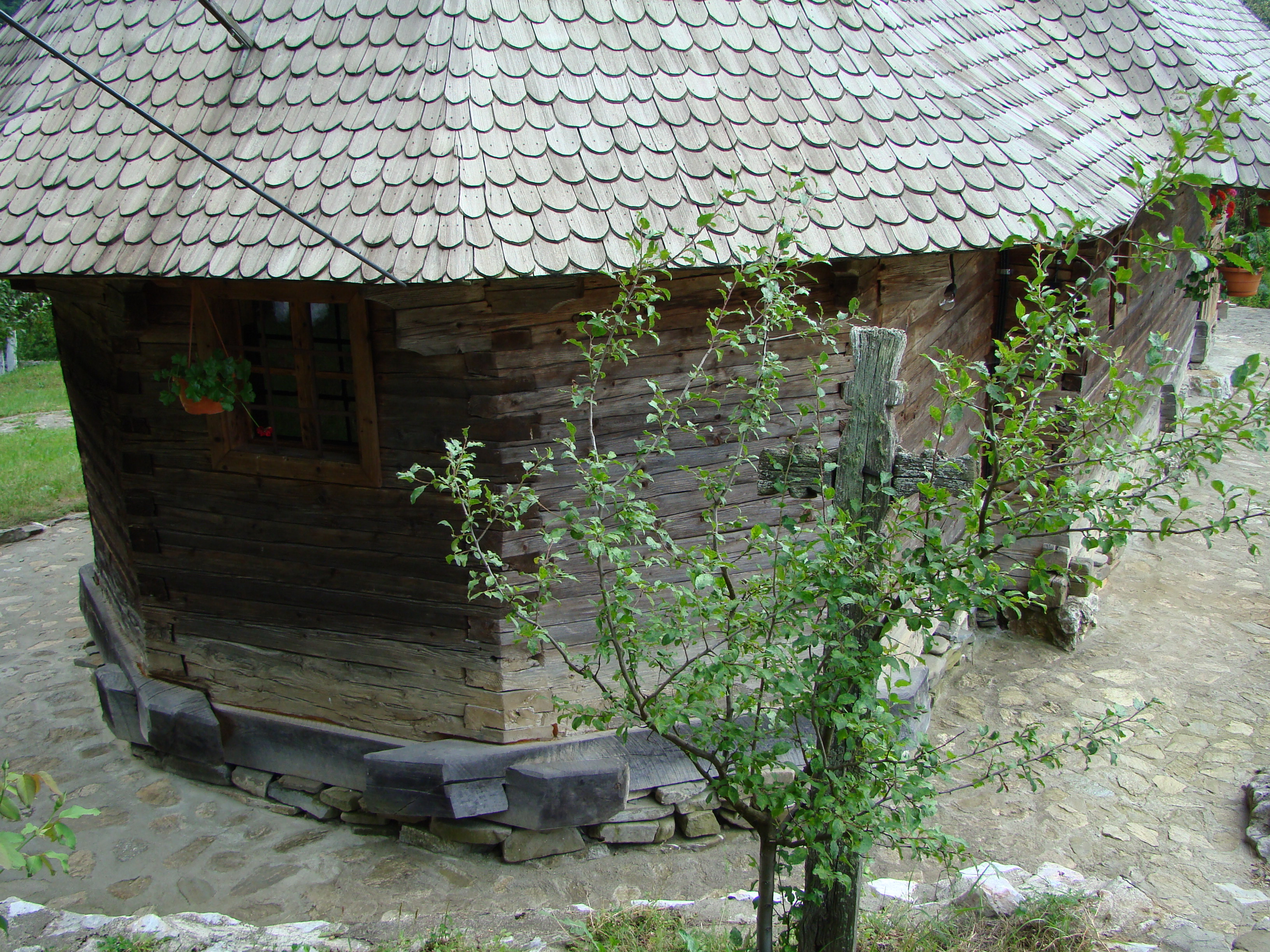
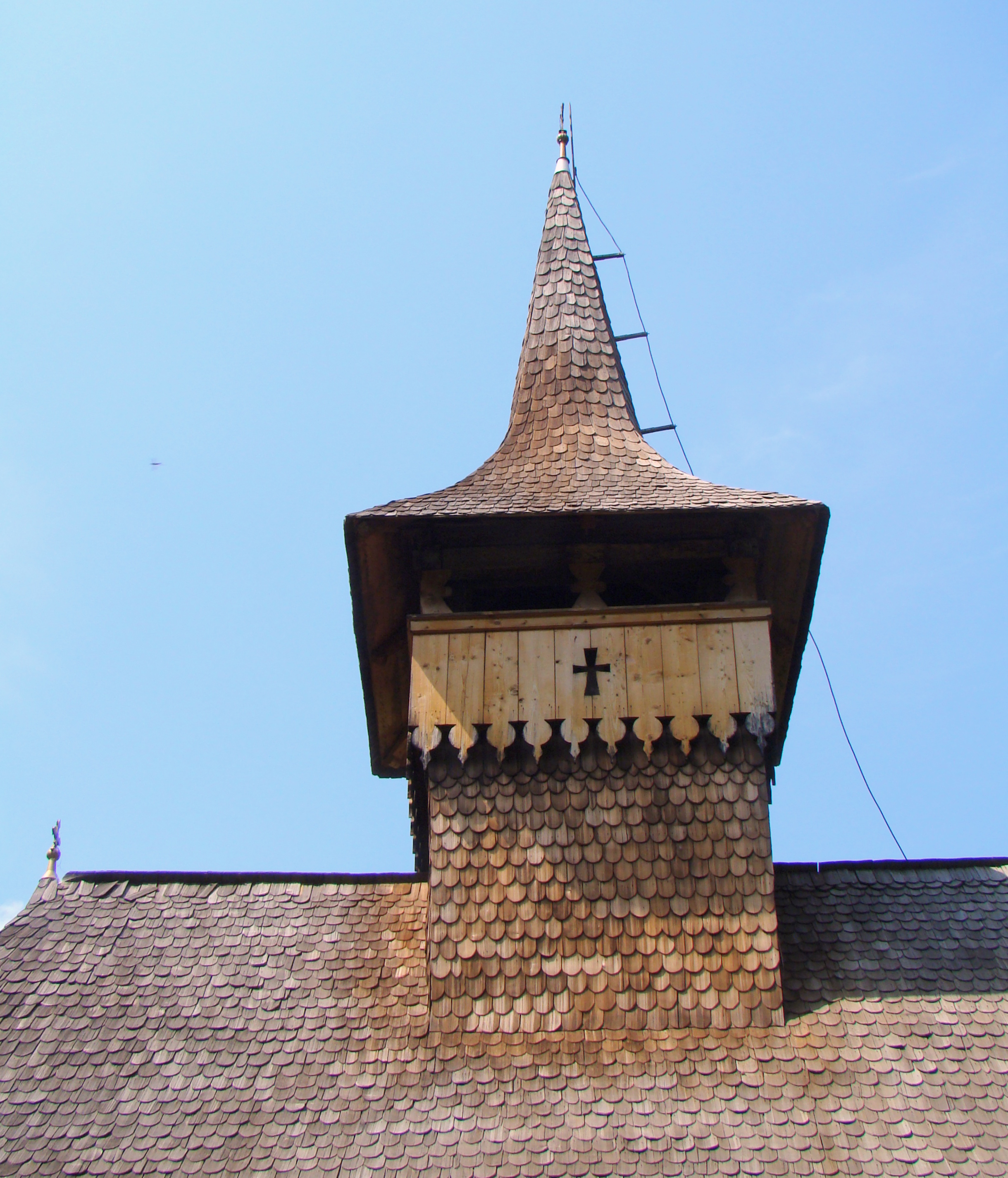
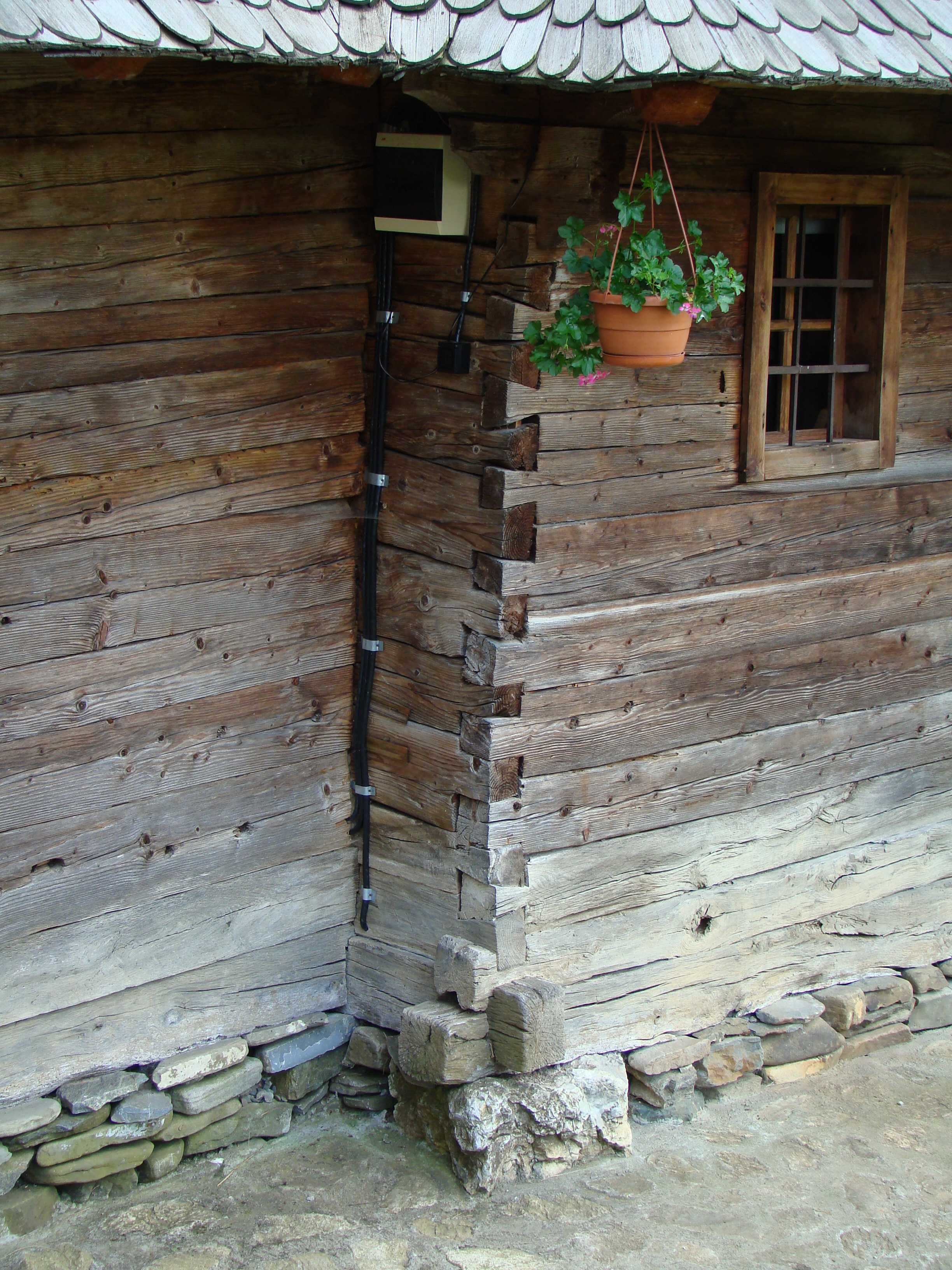
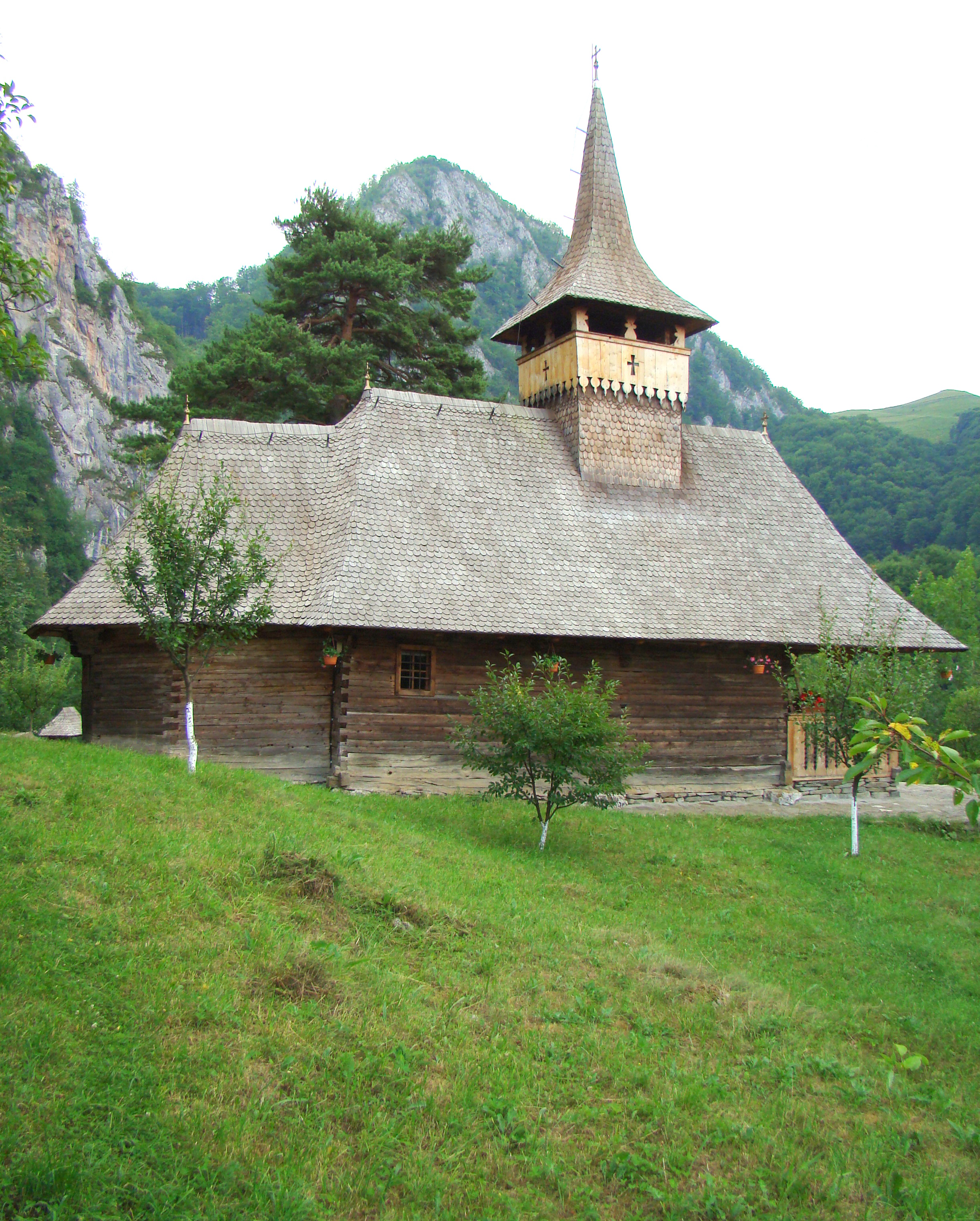
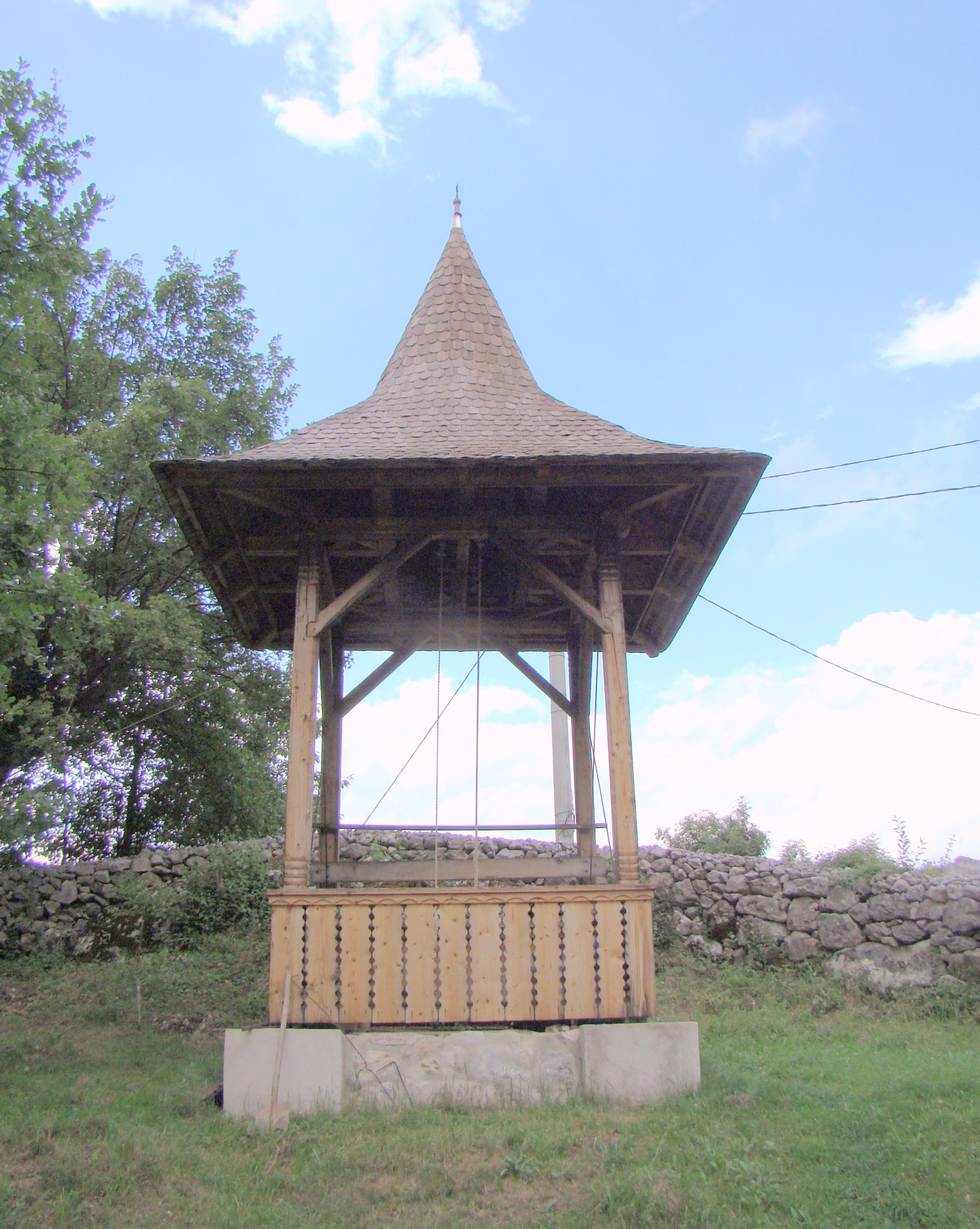
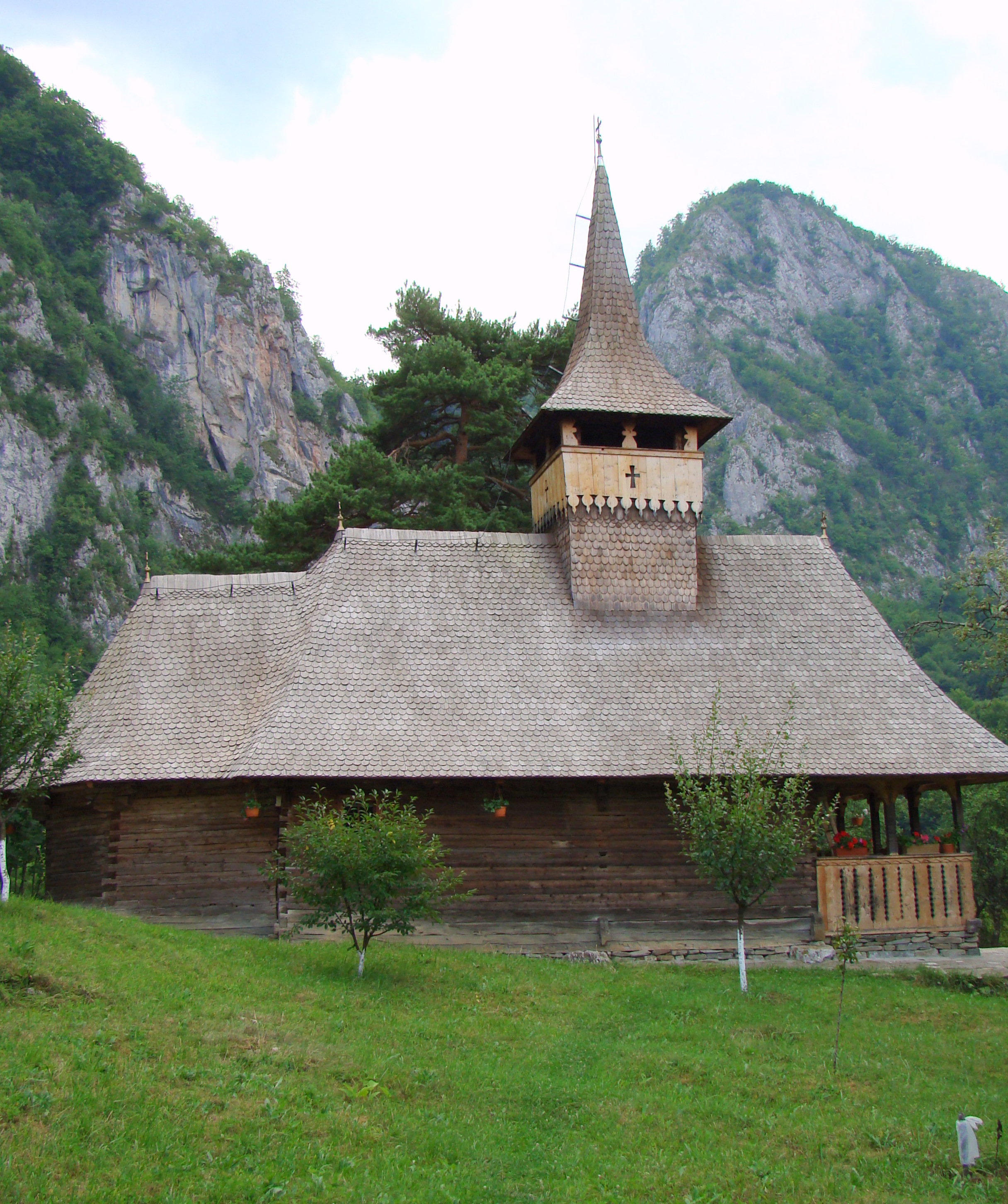
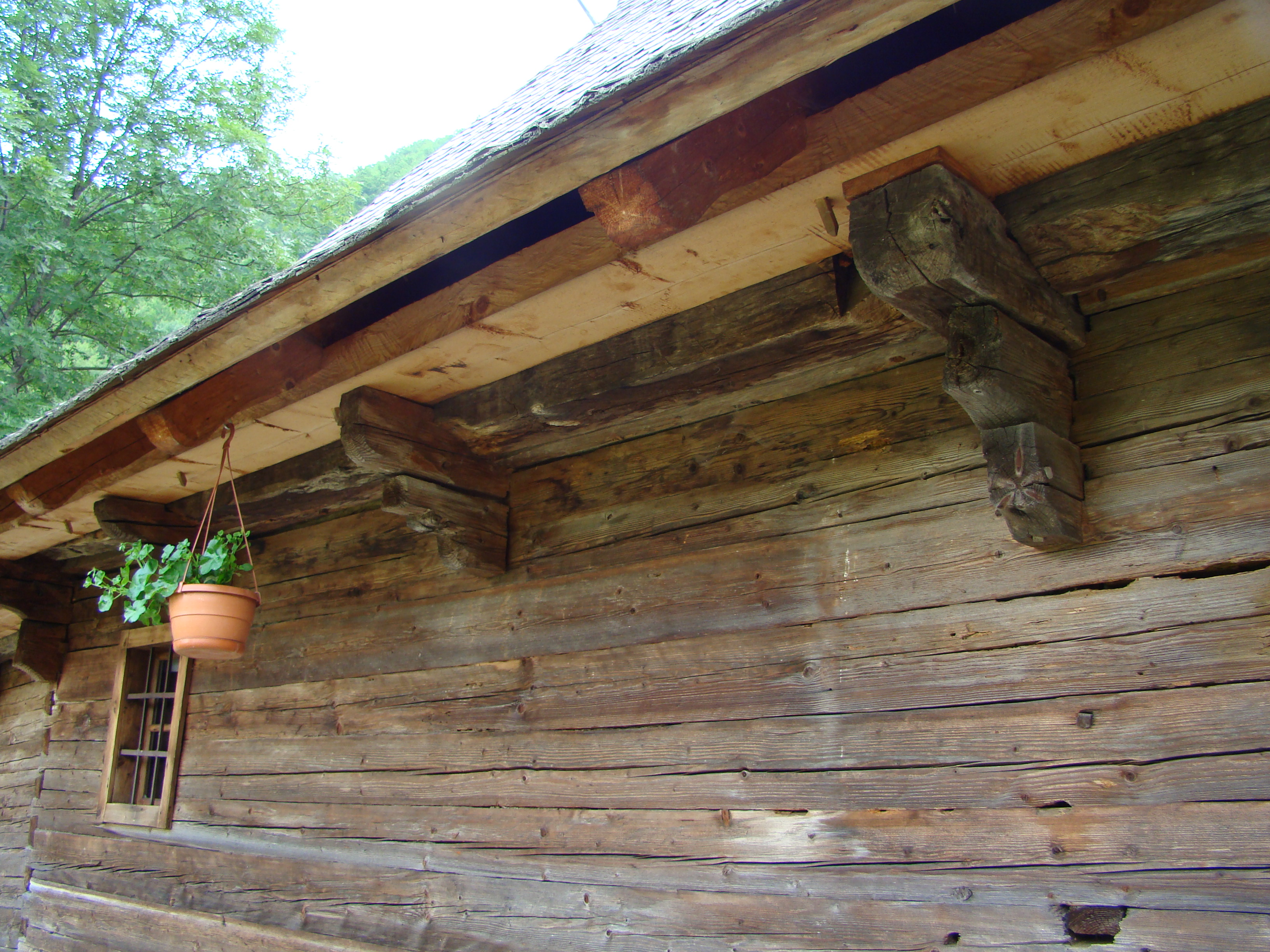
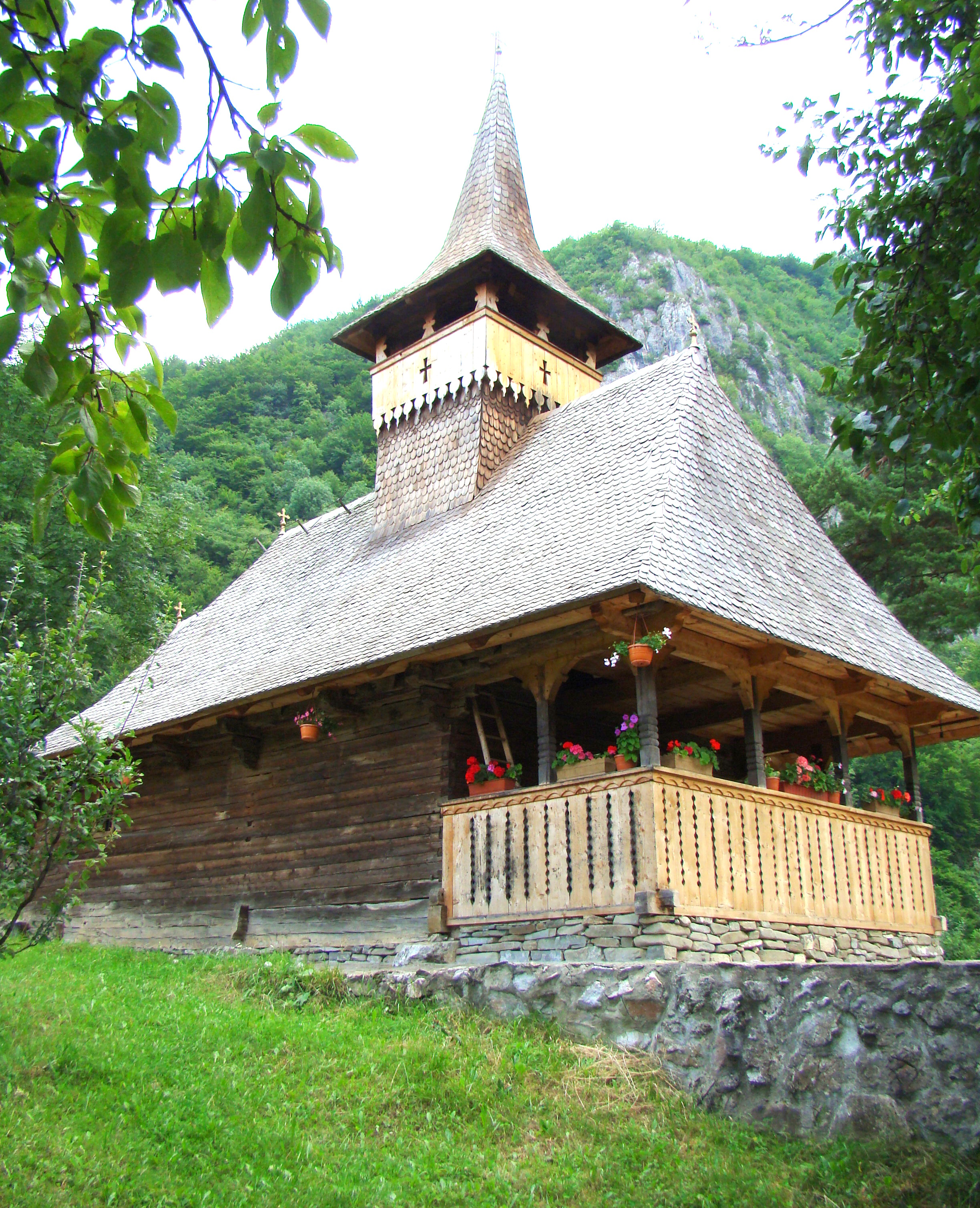
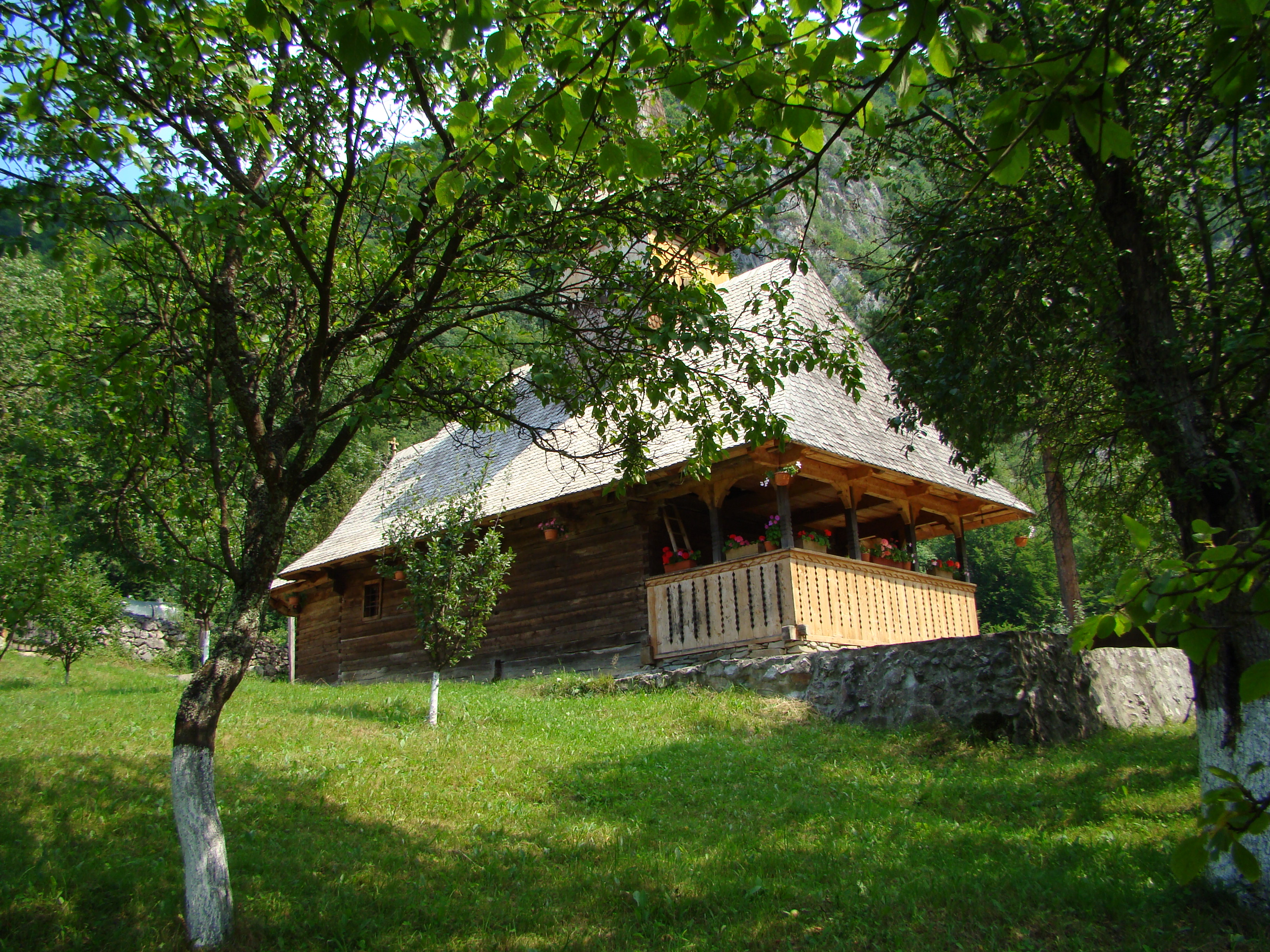
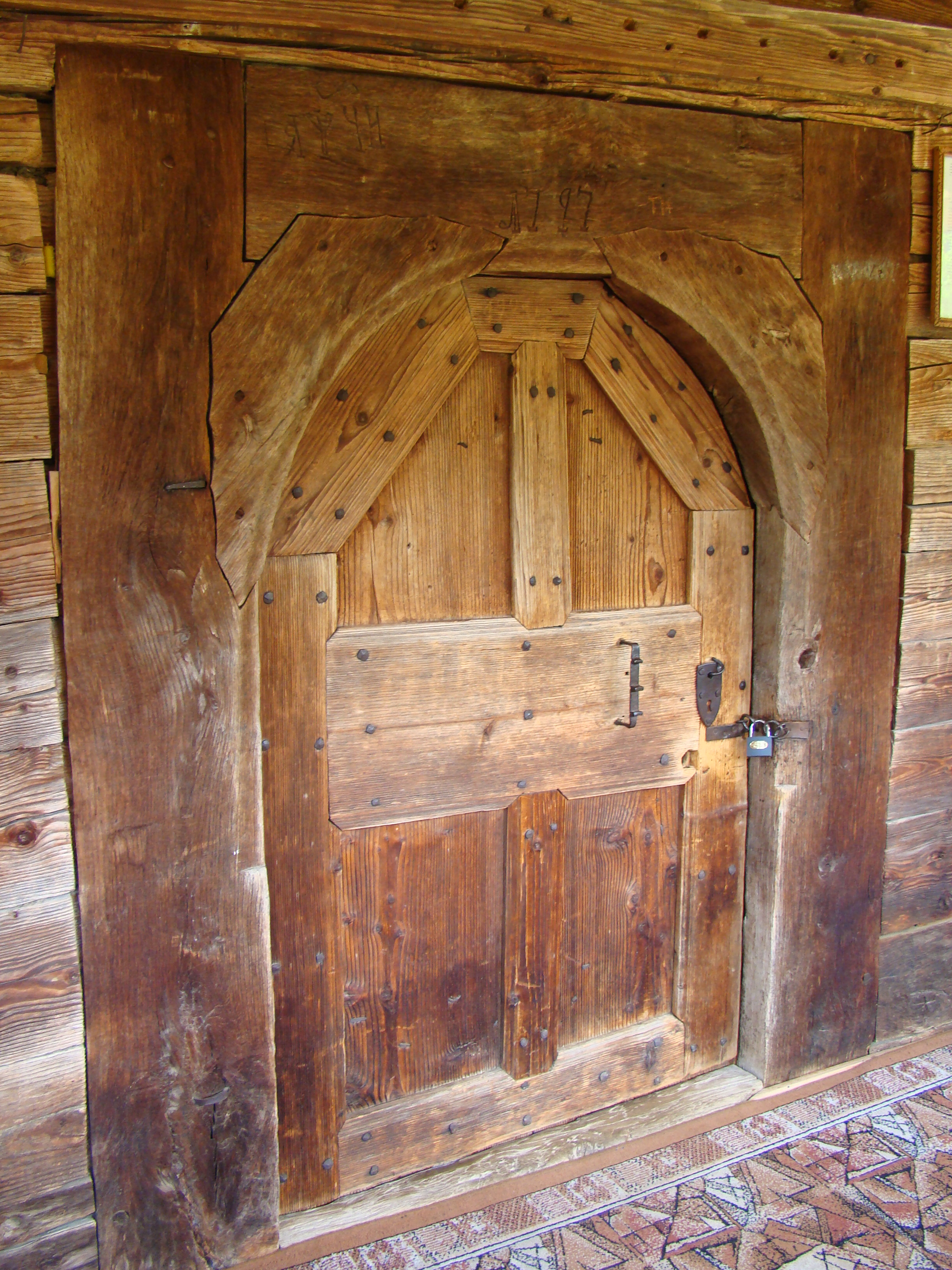
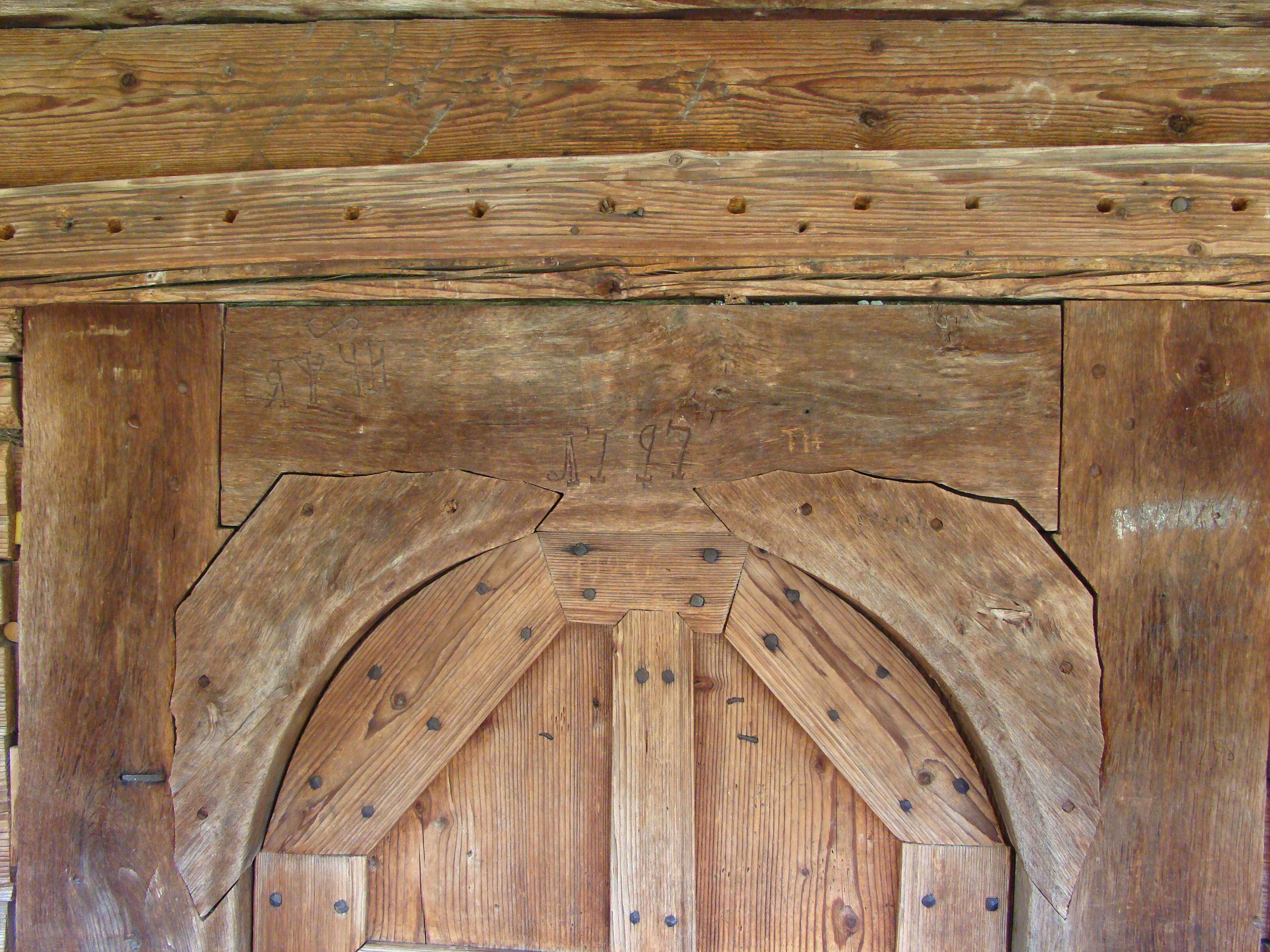
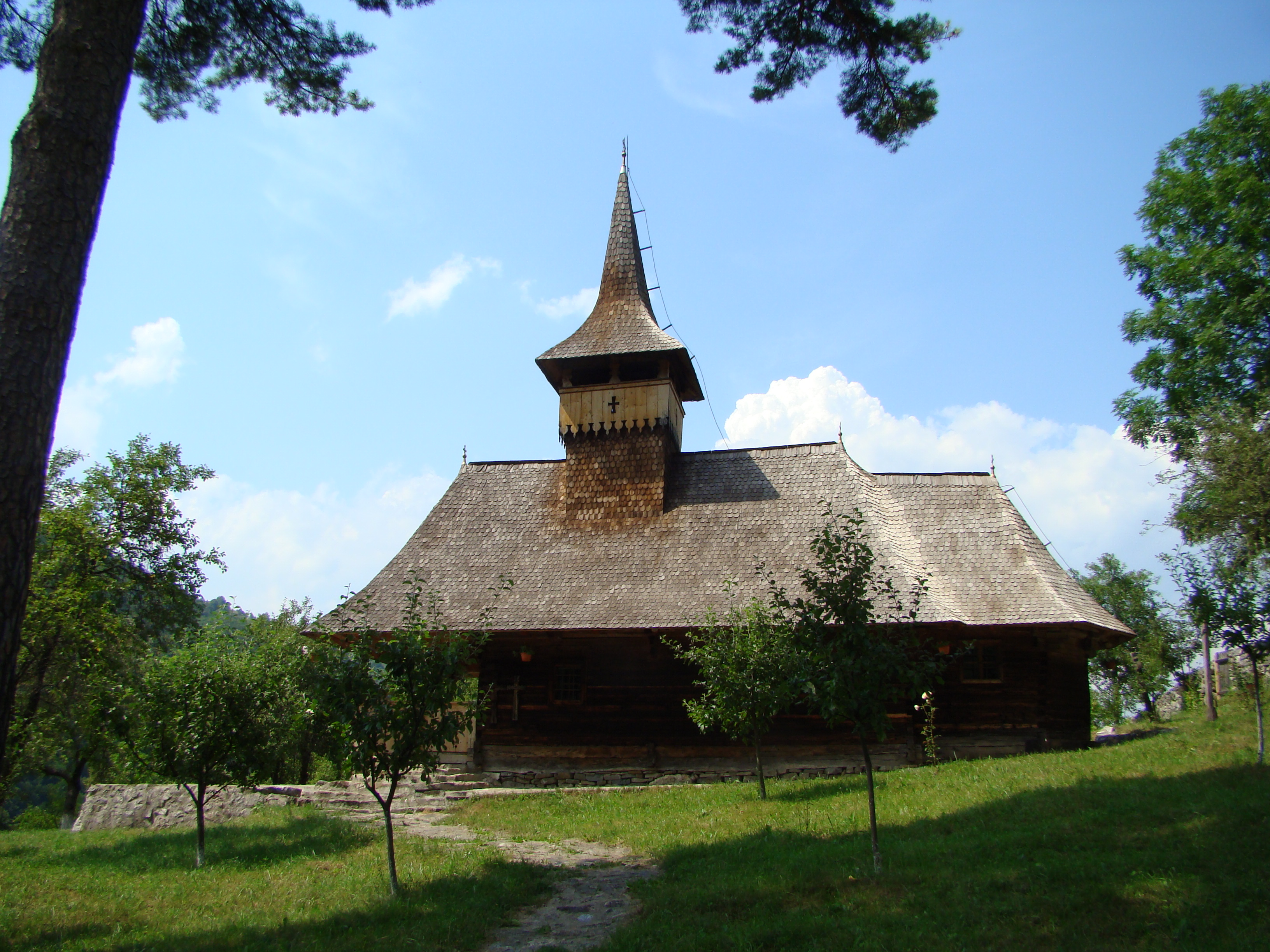
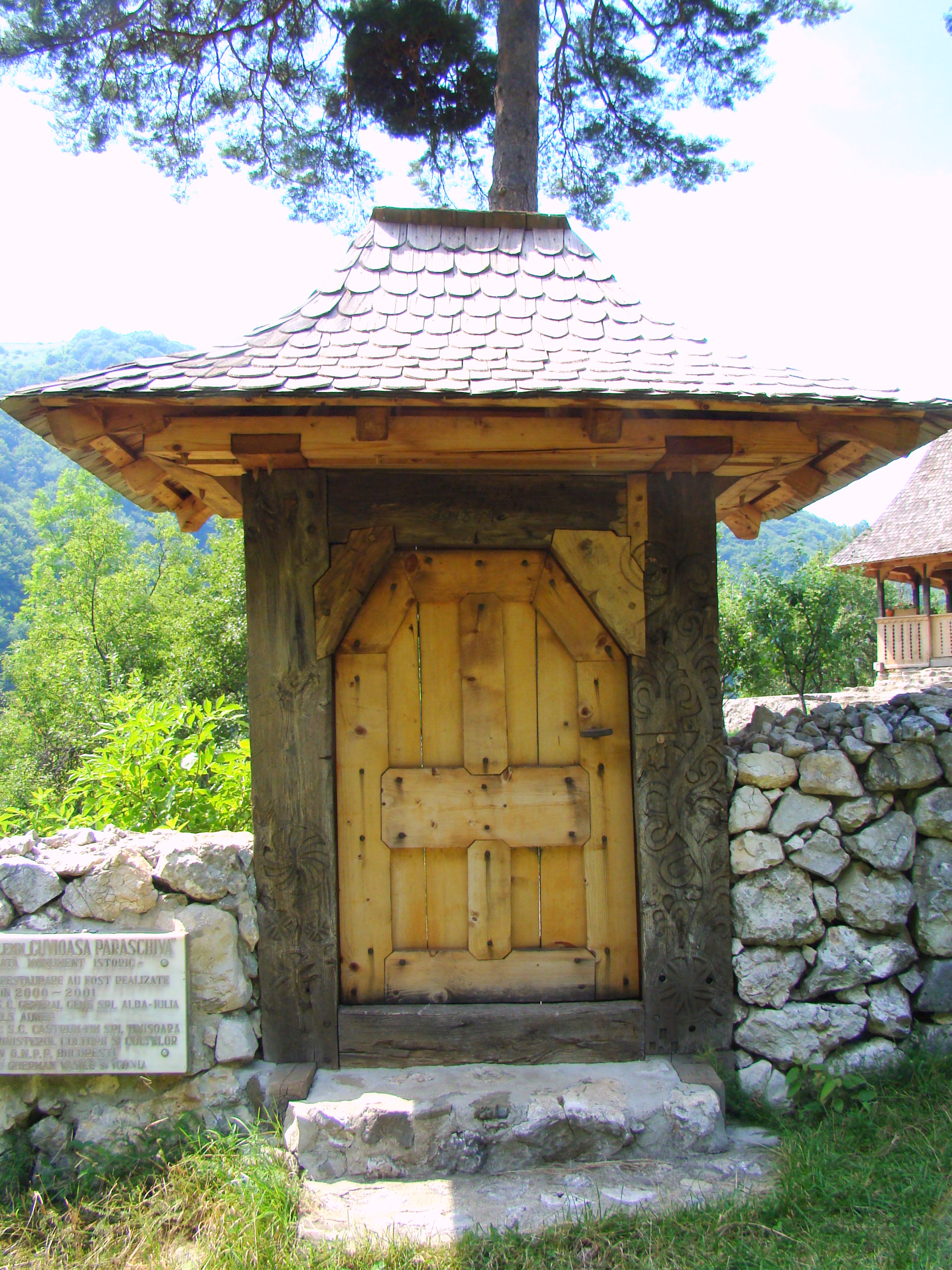
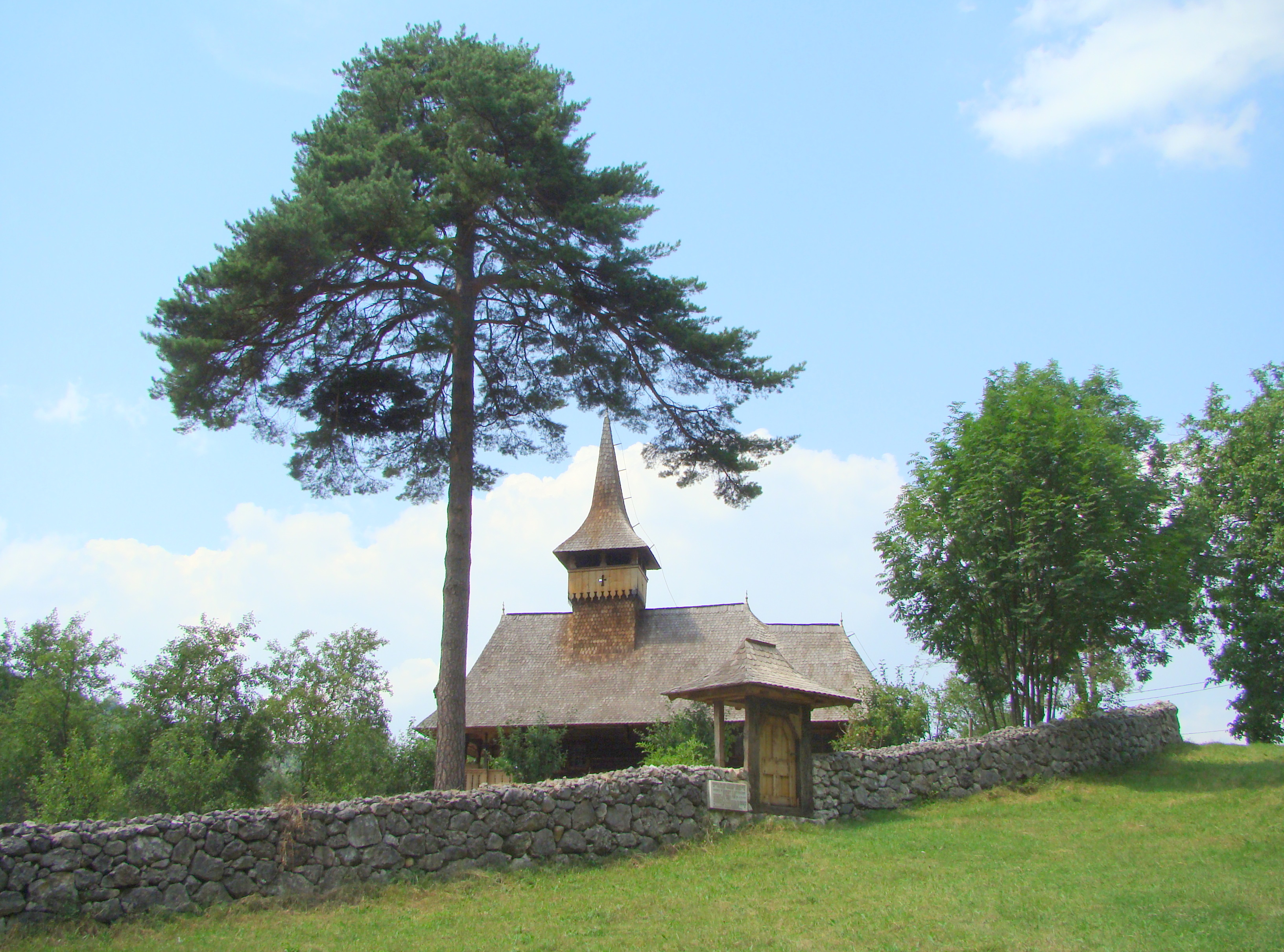
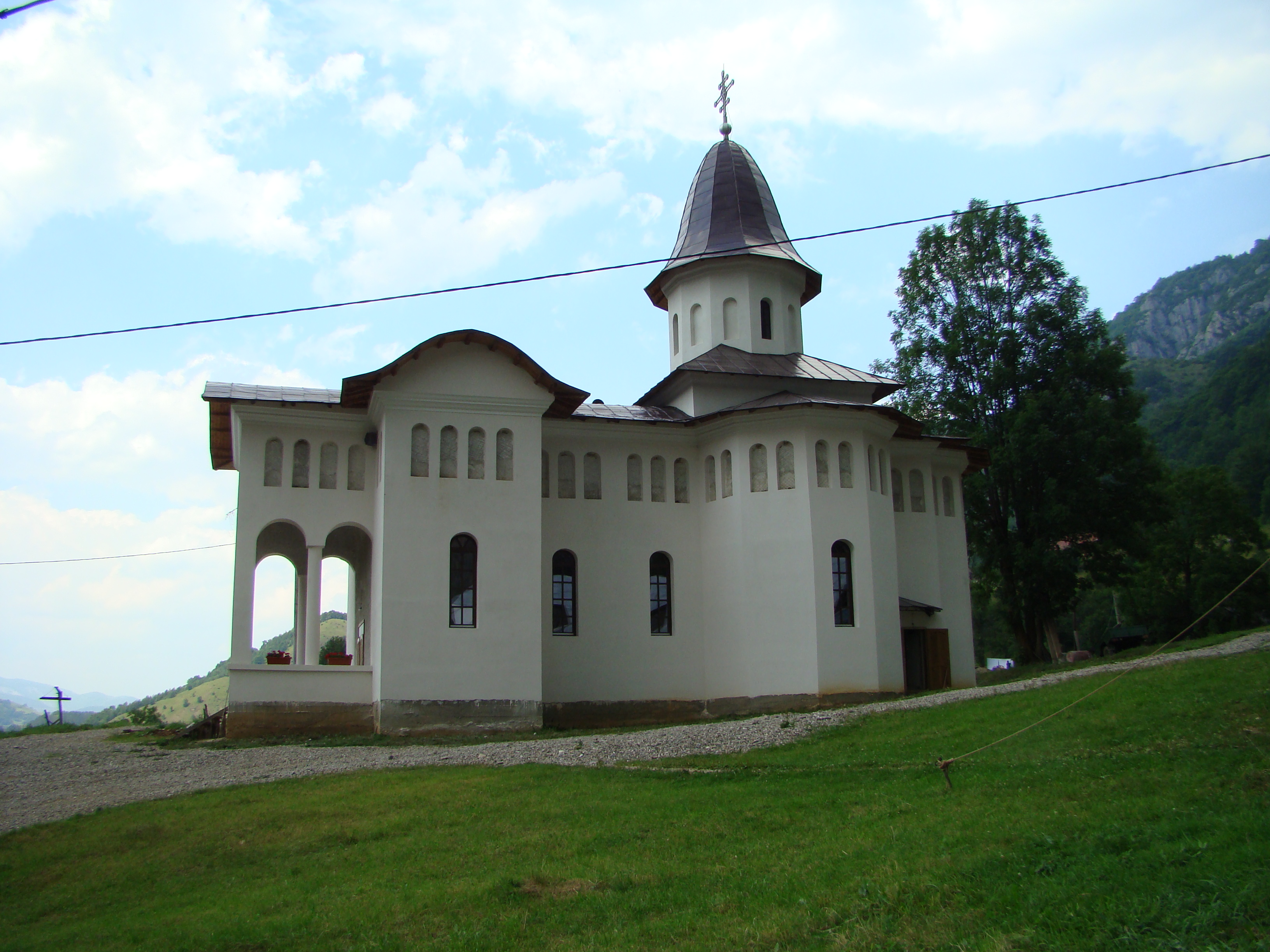

## Imagini din interior

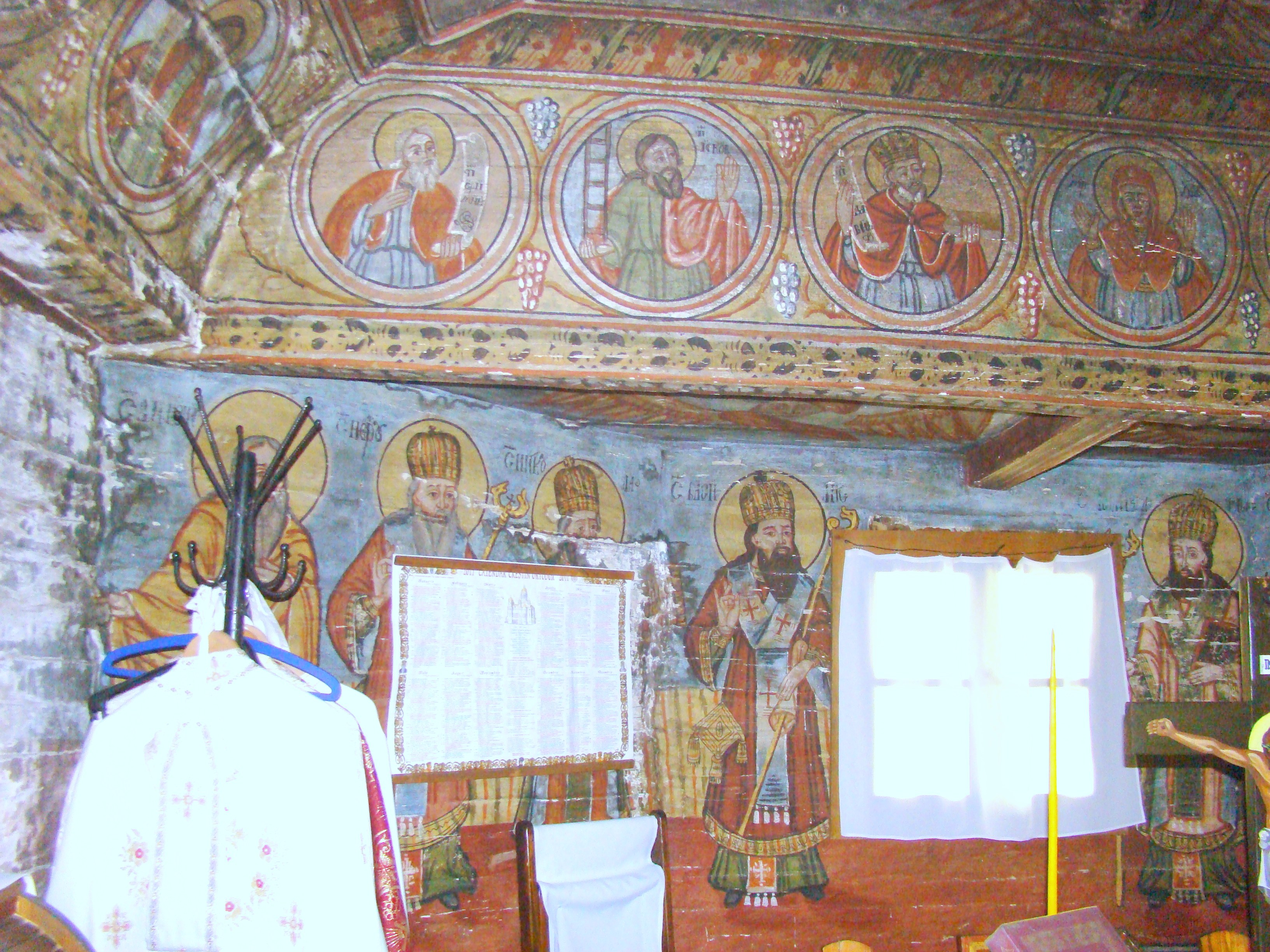
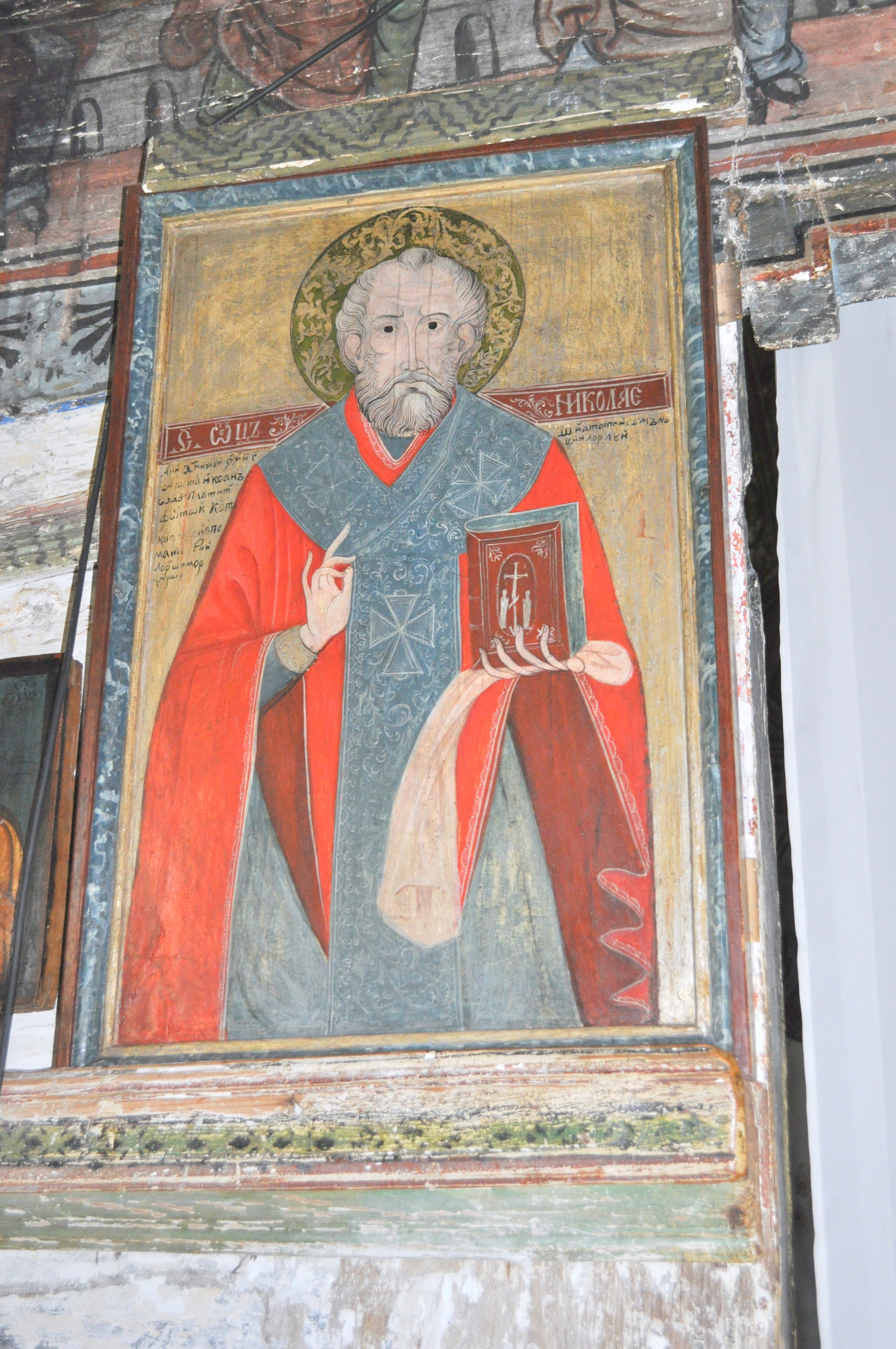
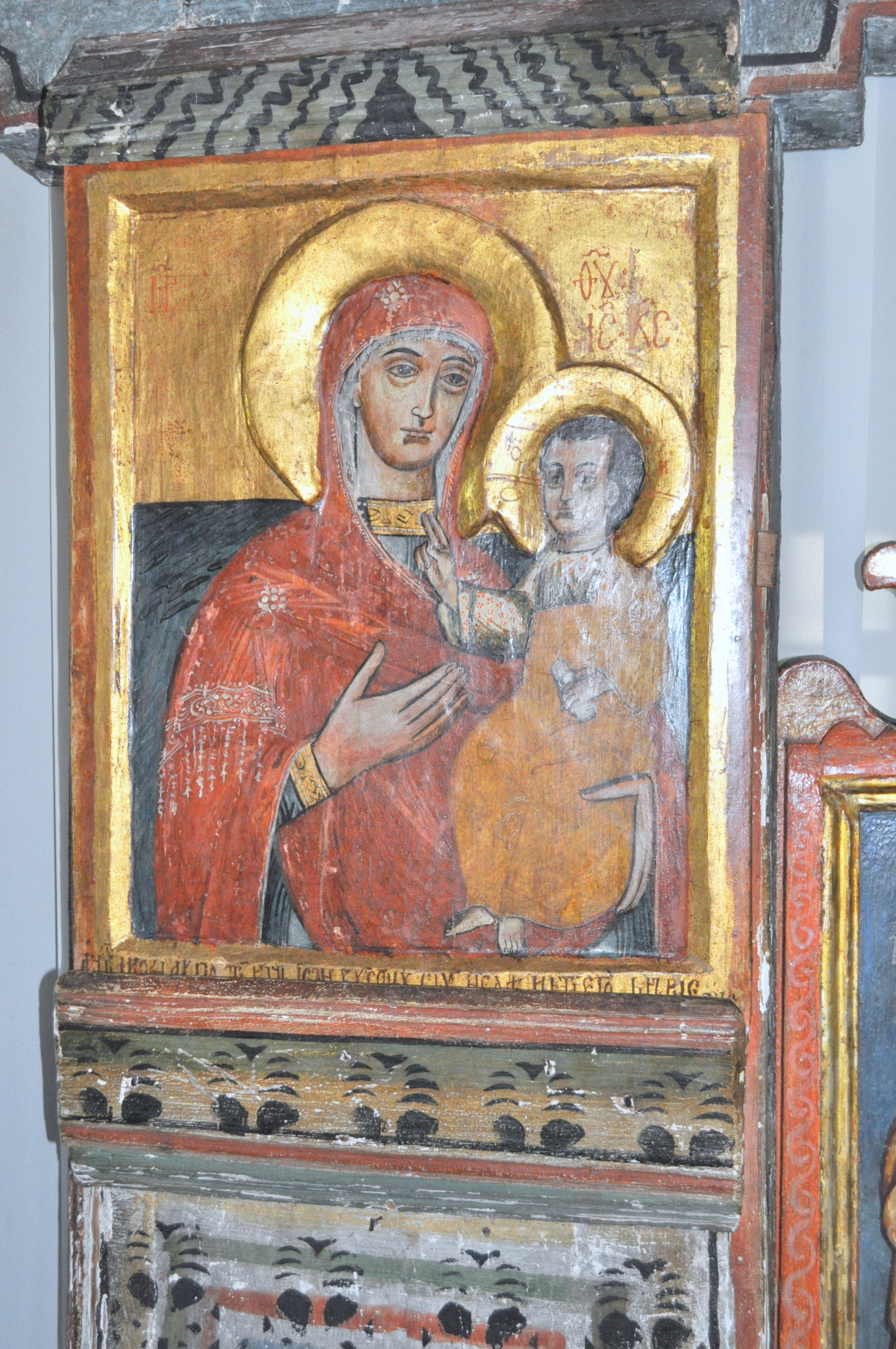
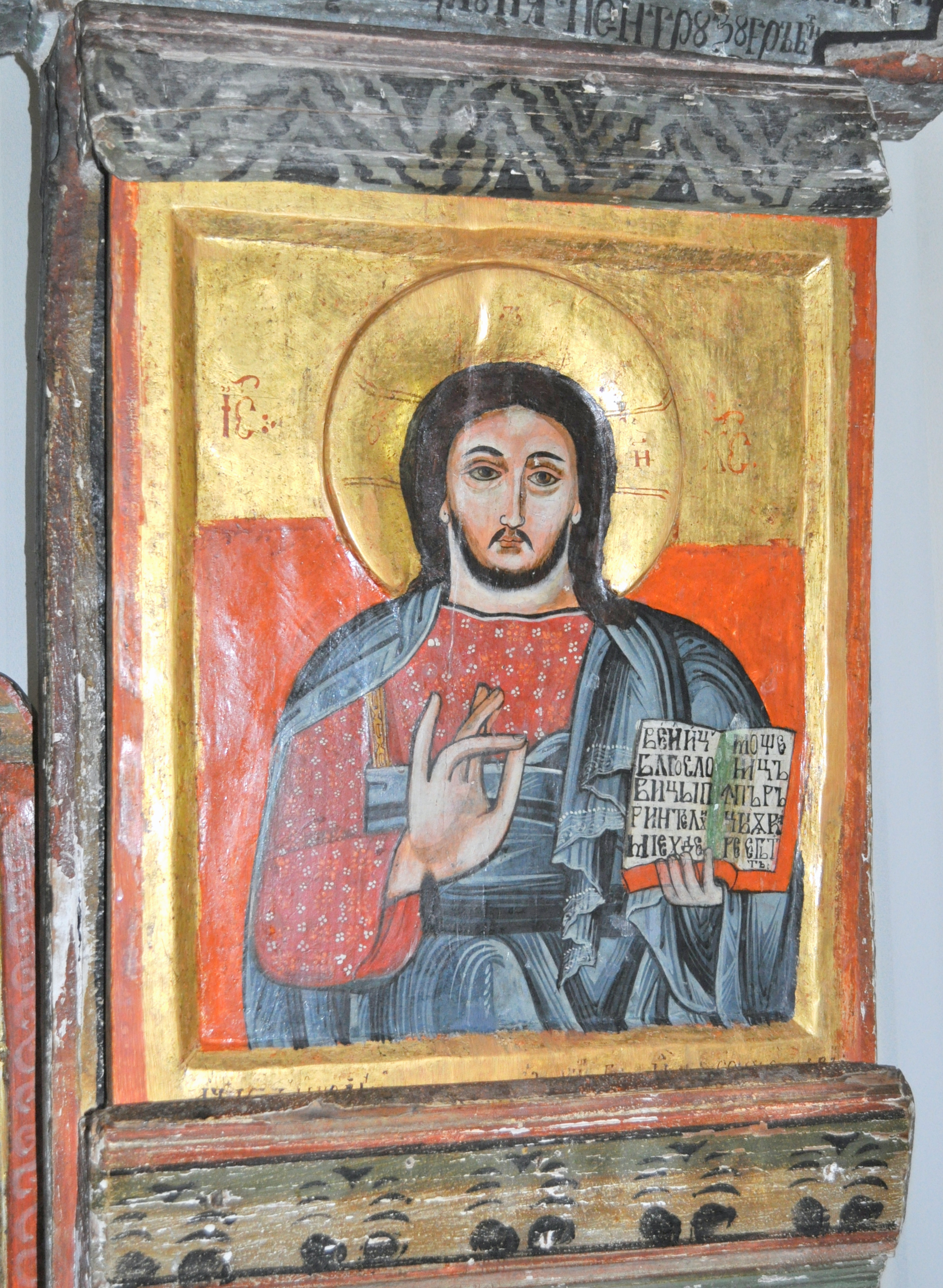
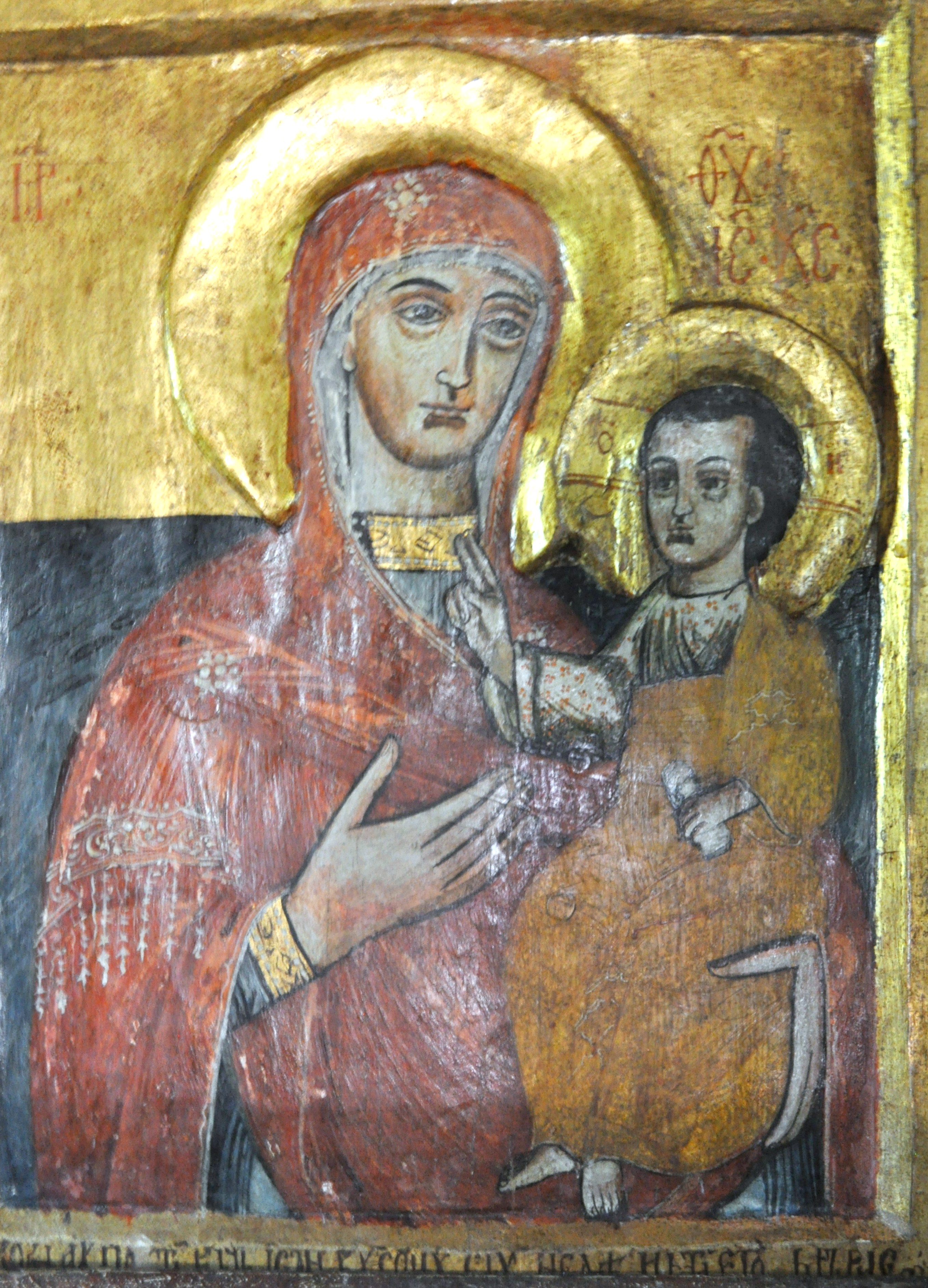
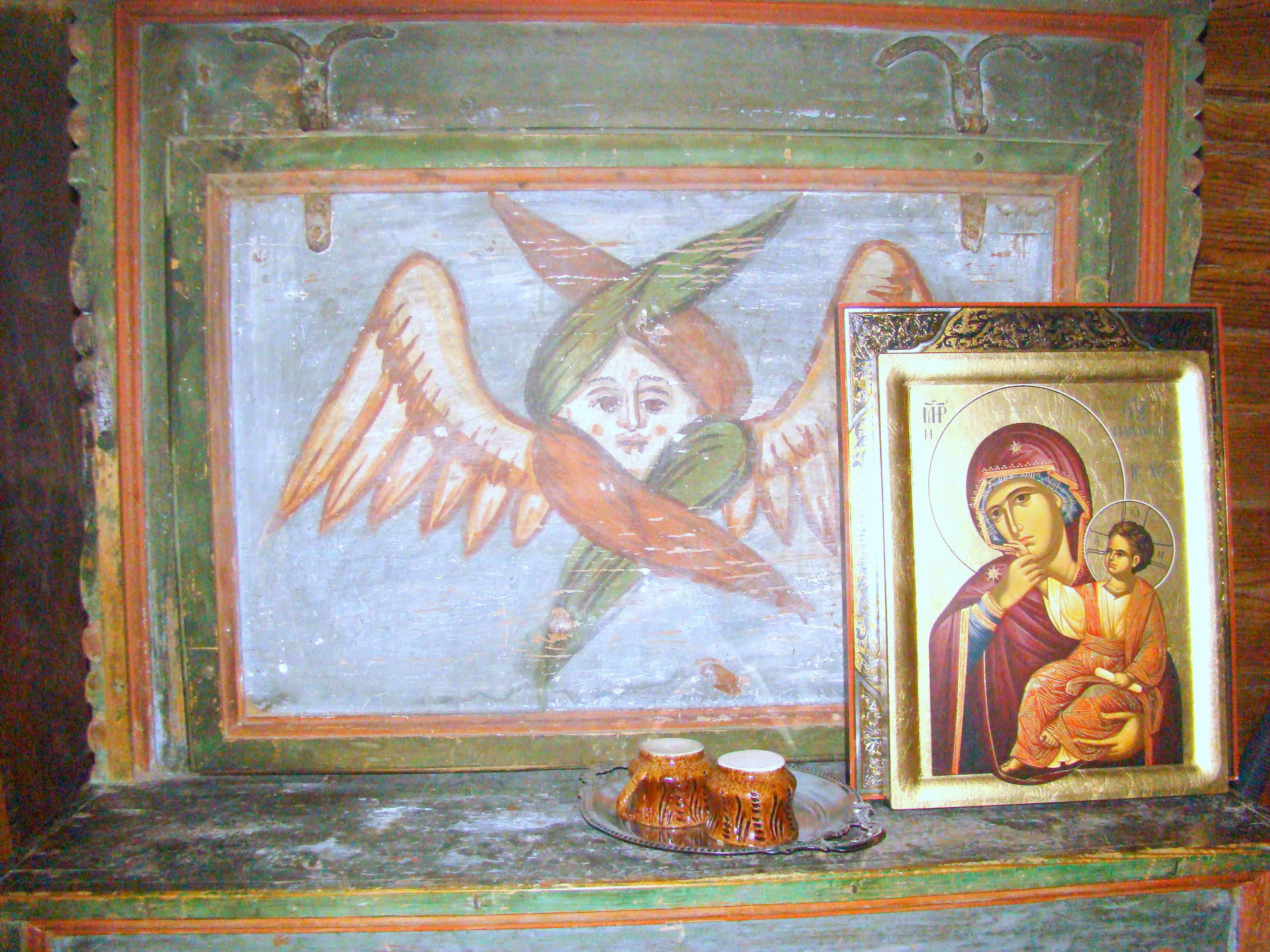